# Biserica reformată din Ocna de Jos

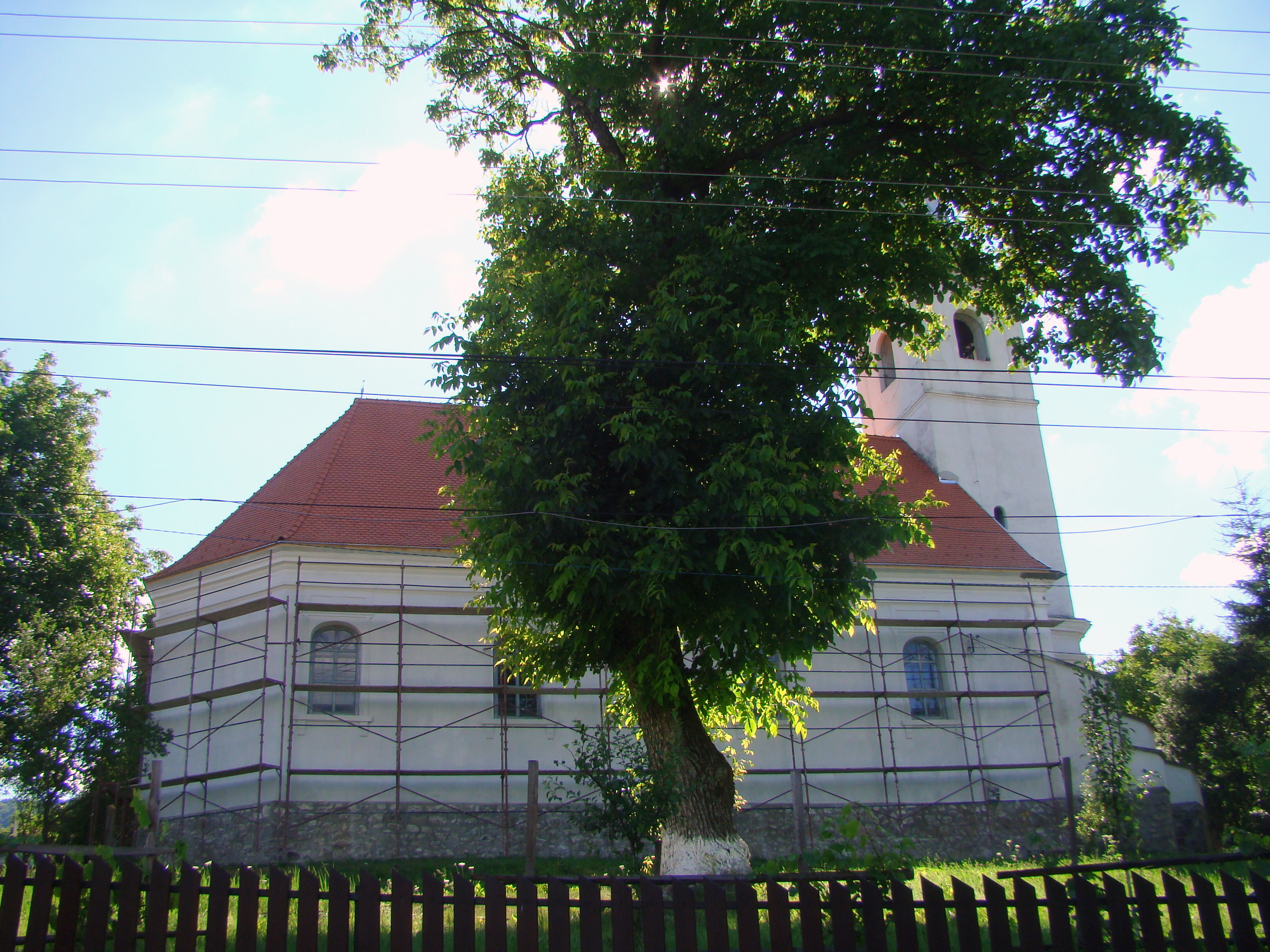
Biserica în timpul lucrărilor de reparații din iulie 2020.

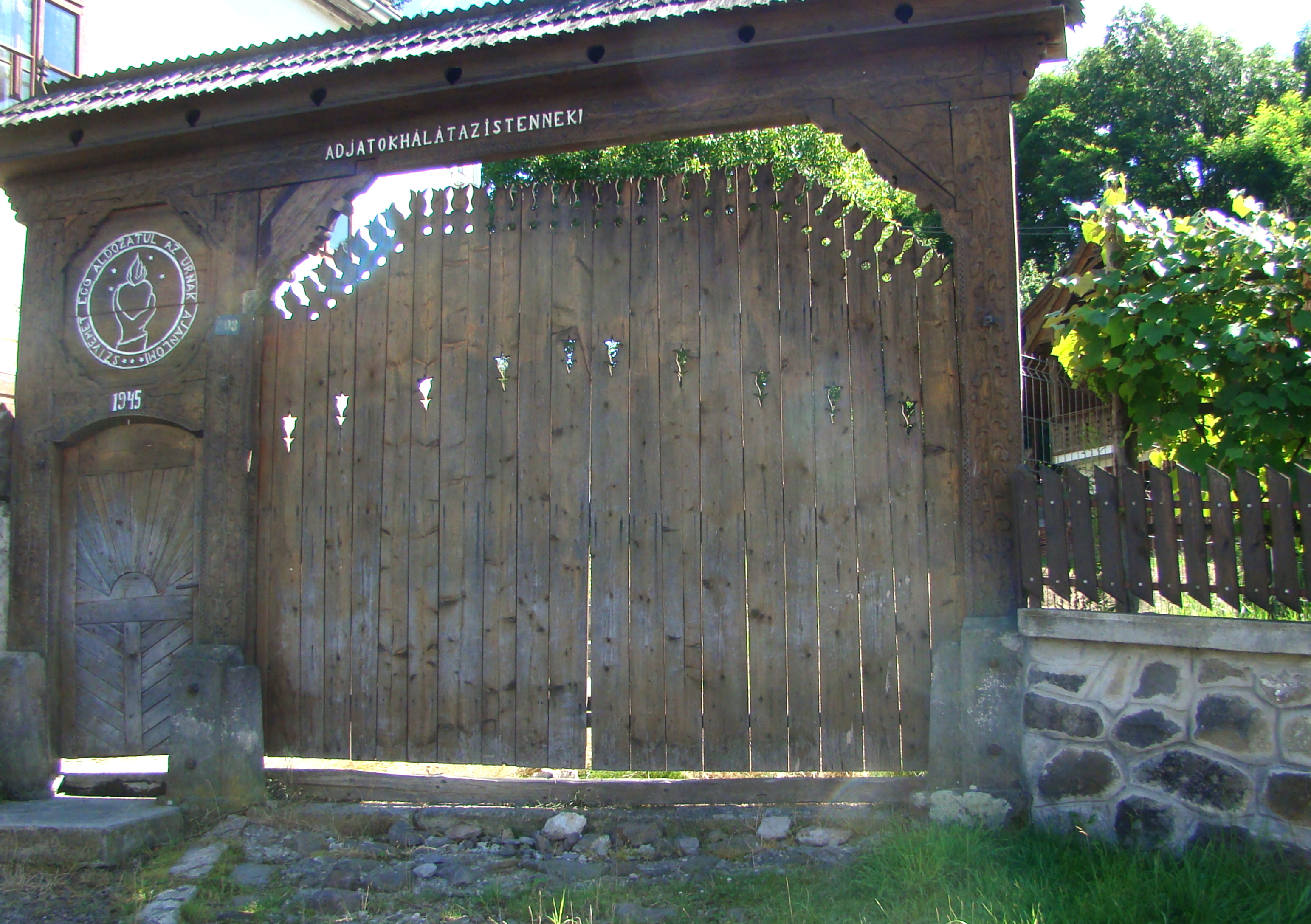
Poarta de lemn a bisericii

Biserica reformată din Ocna de Jos este un lăcaș de cult aflat pe teritoriul satului Ocna de Jos, comuna Praid, județul Harghita. Are o vechime de 200 de ani.

## Localitatea
Ocna de Jos (în maghiară Alsósófalva) este un sat în comuna Praid din județul Harghita, Transilvania, România.

## Biserica
Istoria bisericii reformate din Ocna de Jos începe în 1760, când a fost construită o mică biserică de lemn în grădina notarului, astfel credincioșii nu au mai fost nevoiți să meargă la biserica reformată din Ocna de Sus pentru slujbe. Separarea celor două congregații s-a realizat doar în 1803, când Ocna de Jos devine parohie.
Construcția actualei biserici a început în toamna anului 1816, prima slujbă fiind ținută în prima zi de Paște din 1821. Prima slujbă a fost ținută de Várhegyi András, primul pastor al bisericii. În memoria lui, soția a ridicat o piatră de mormânt lângă biserică. Corul și amvonul au fost finalizate în 1822.Tavanul bisericii este acoperit cu casete monocromatice. Orga a fost realizată de Ottó Rieger la Budapesta, în 1909.

## Imagini din exterior

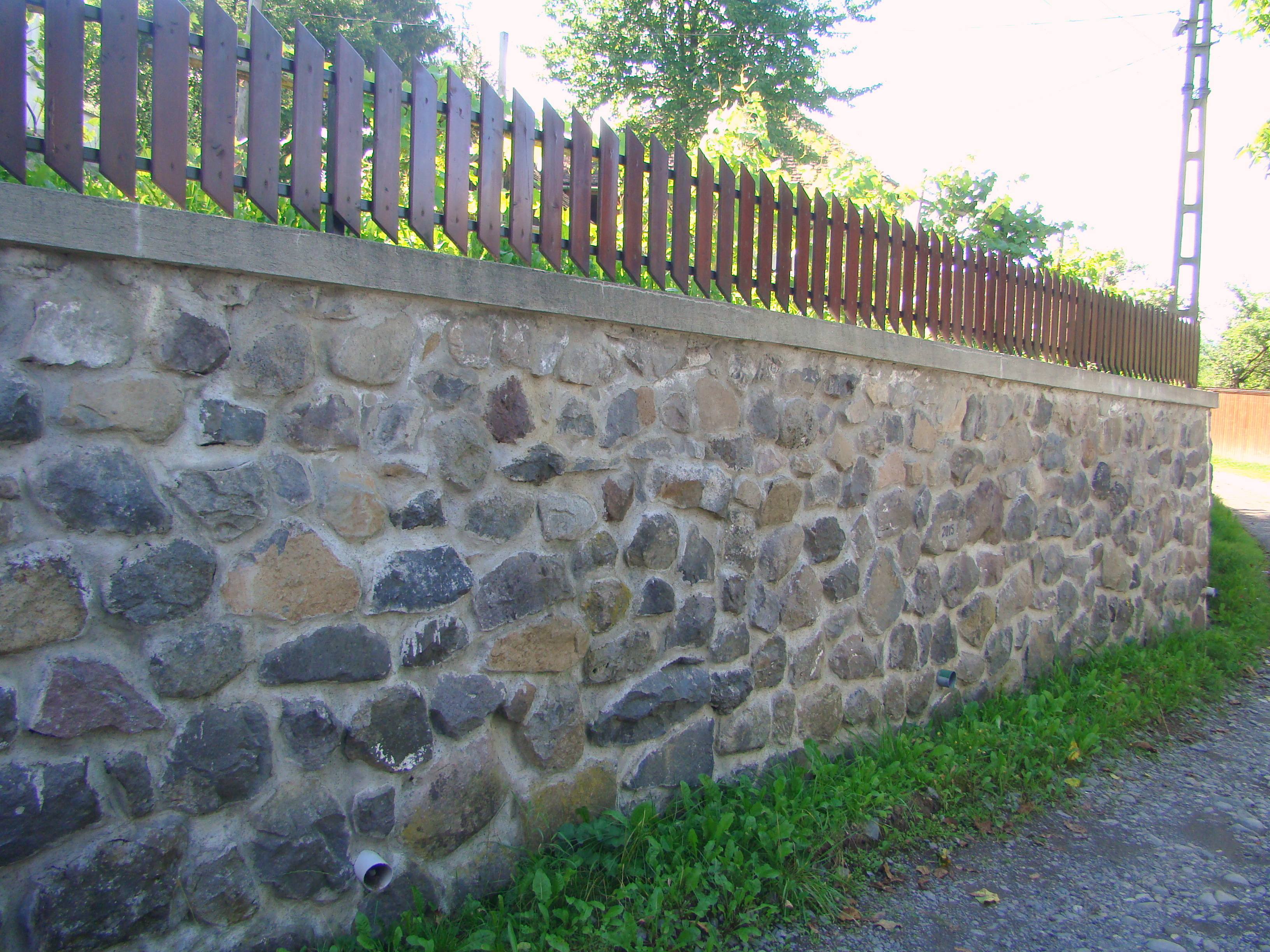
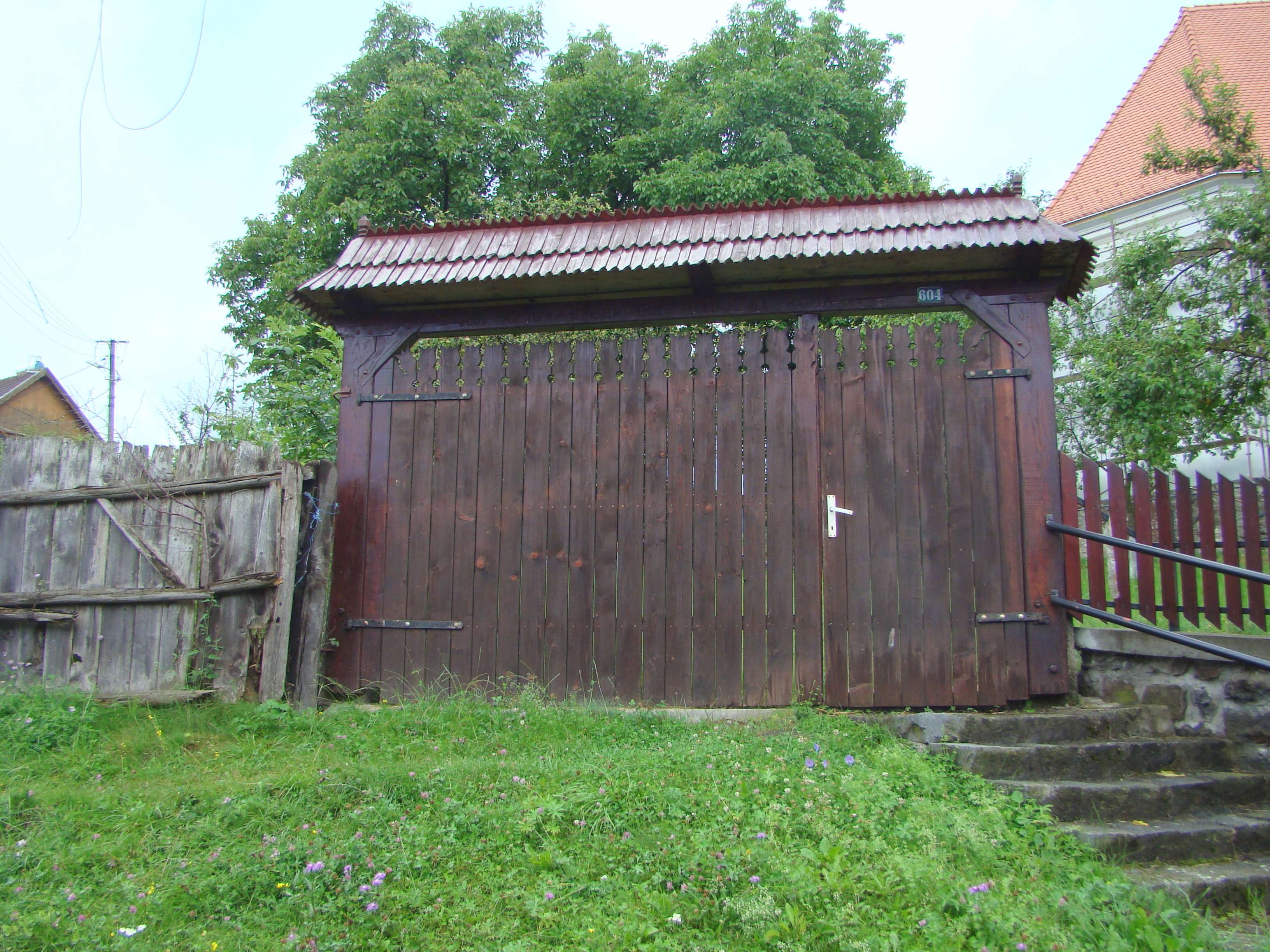
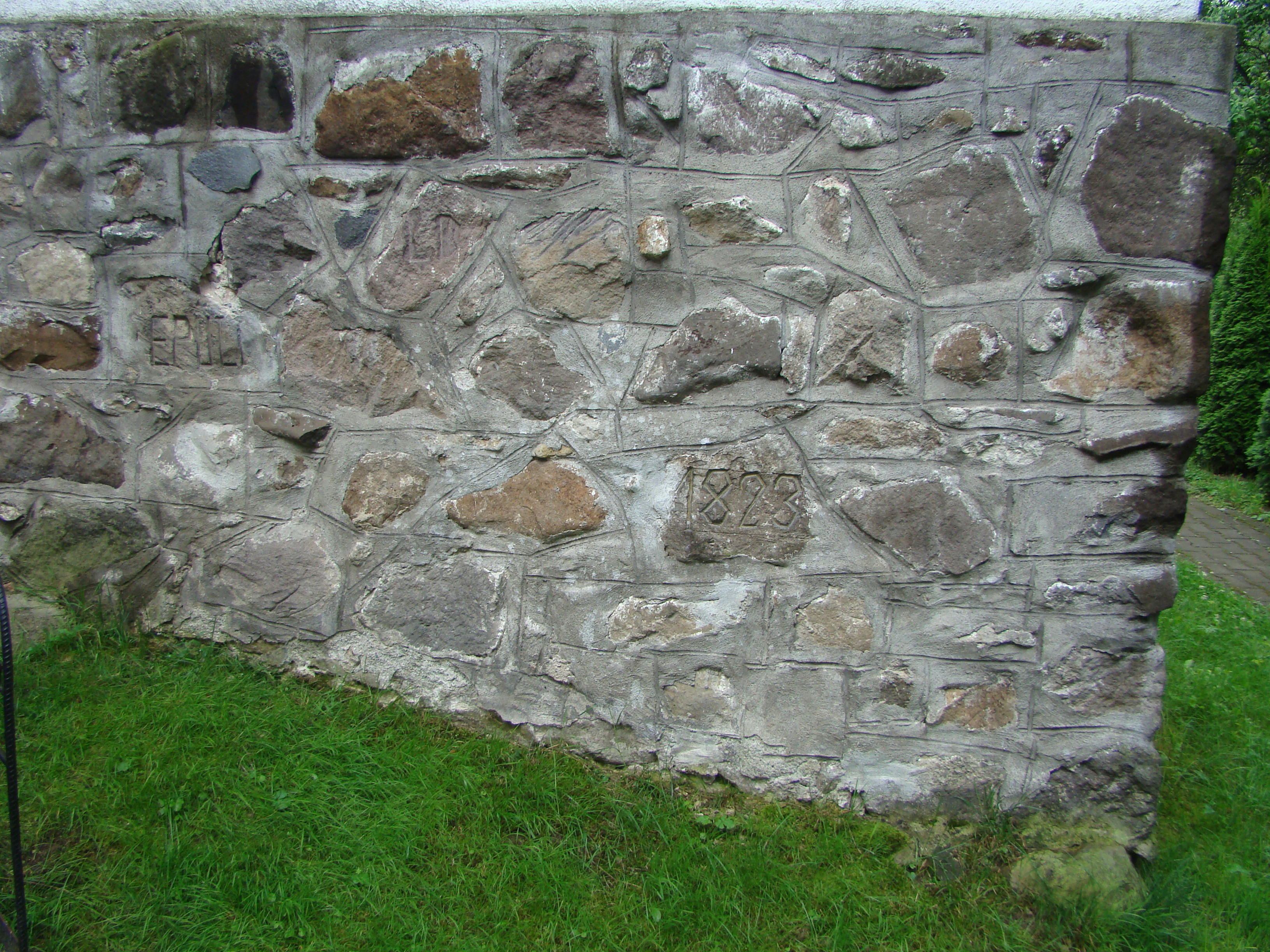
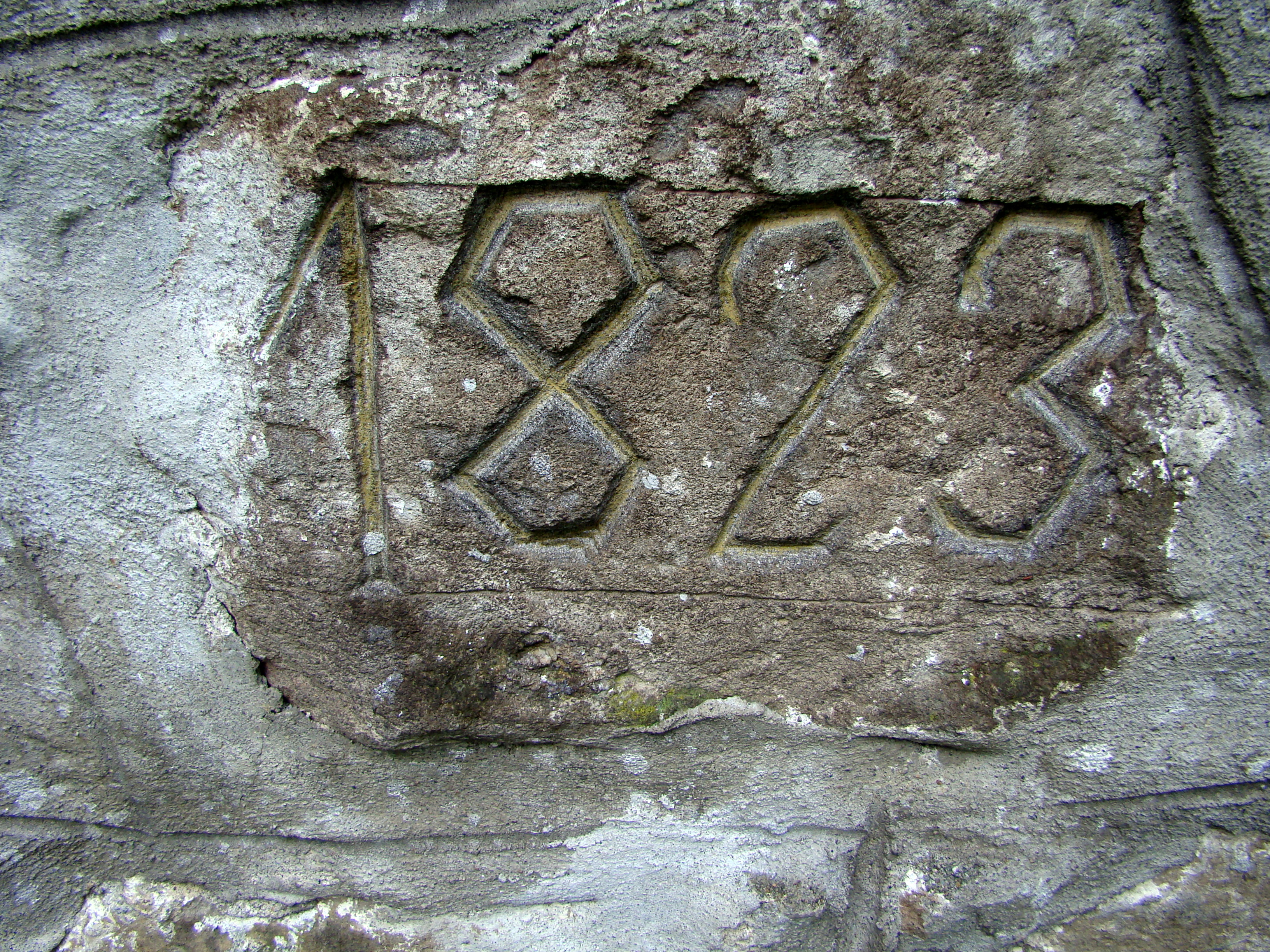
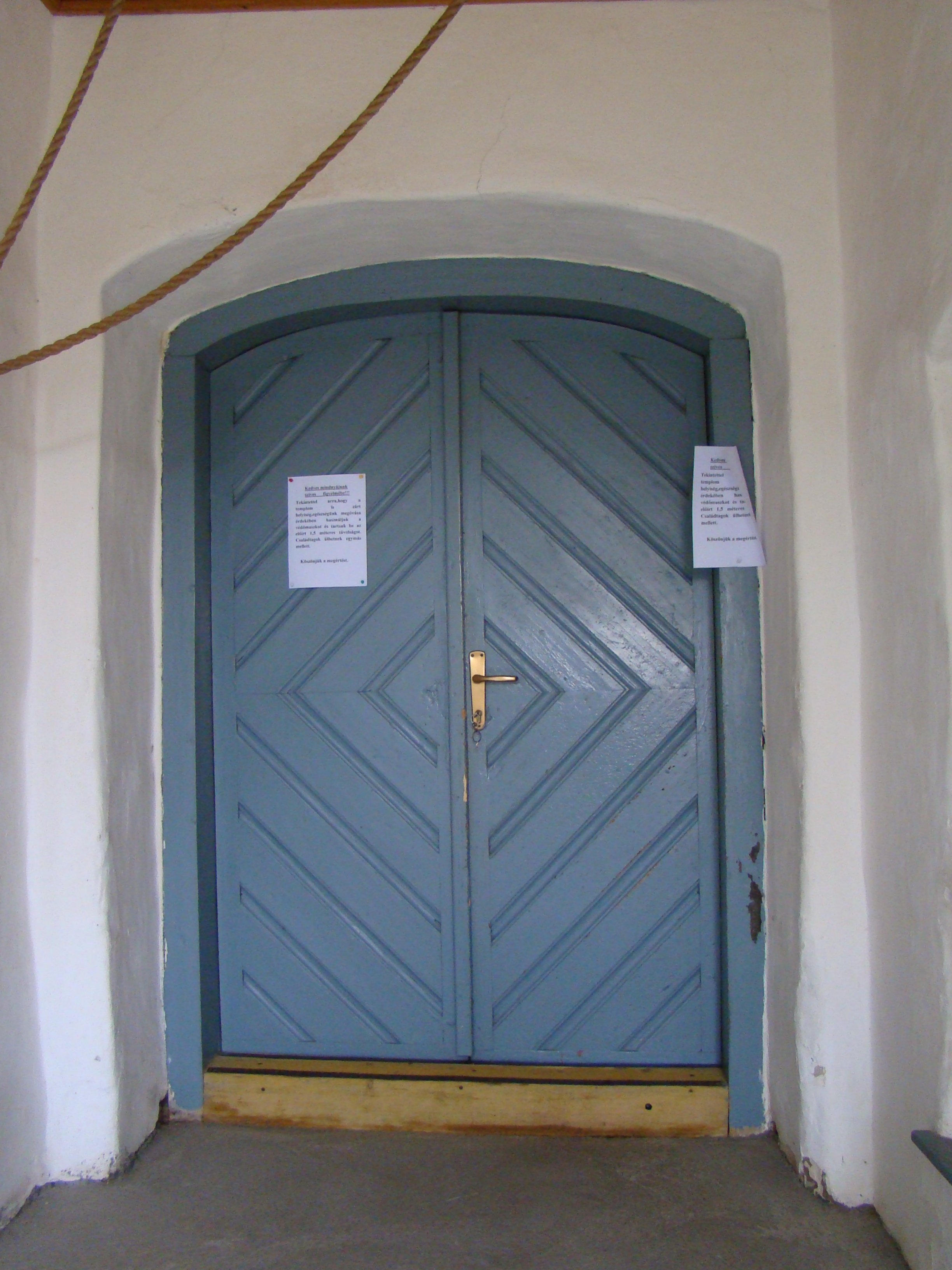
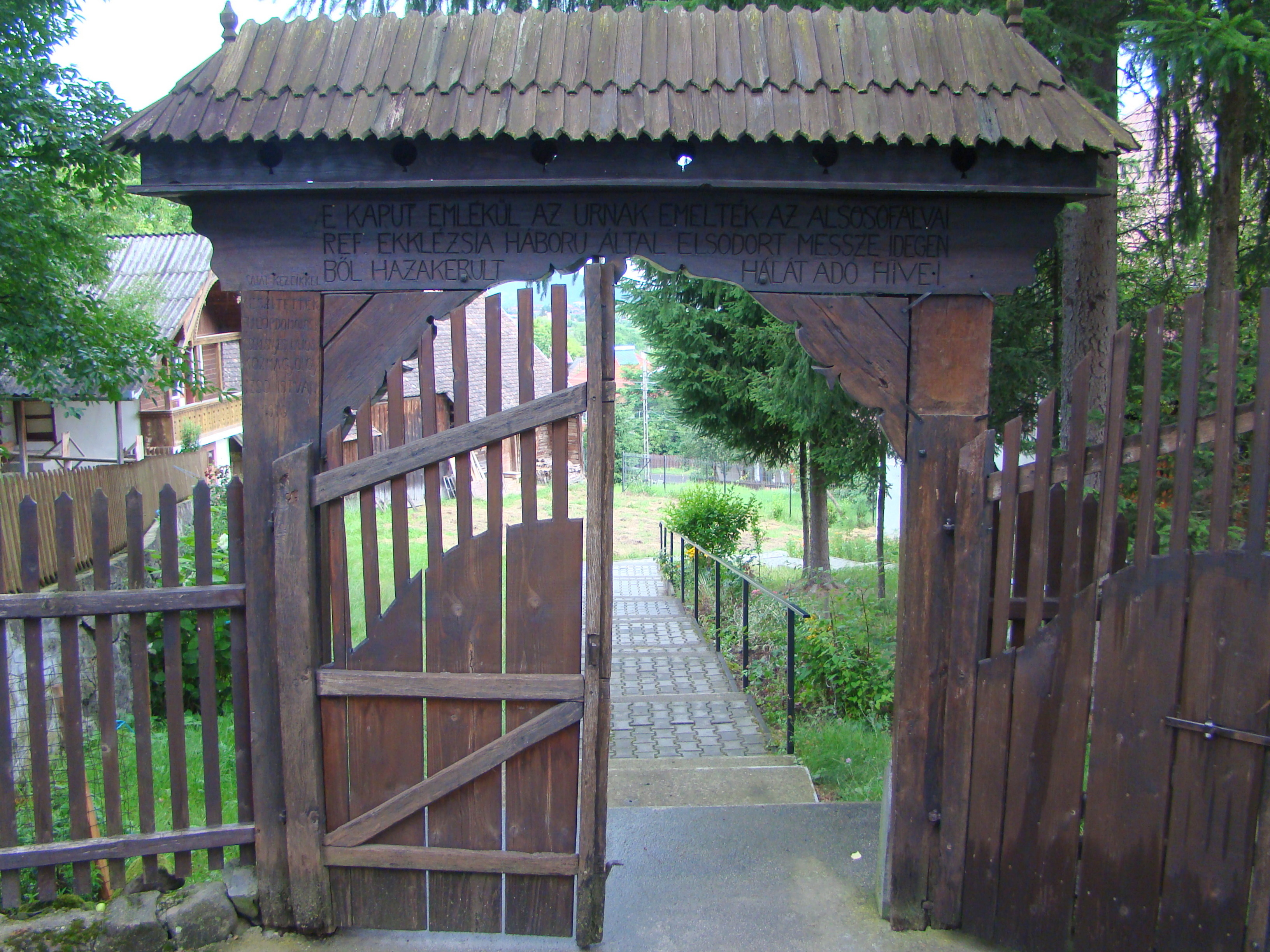
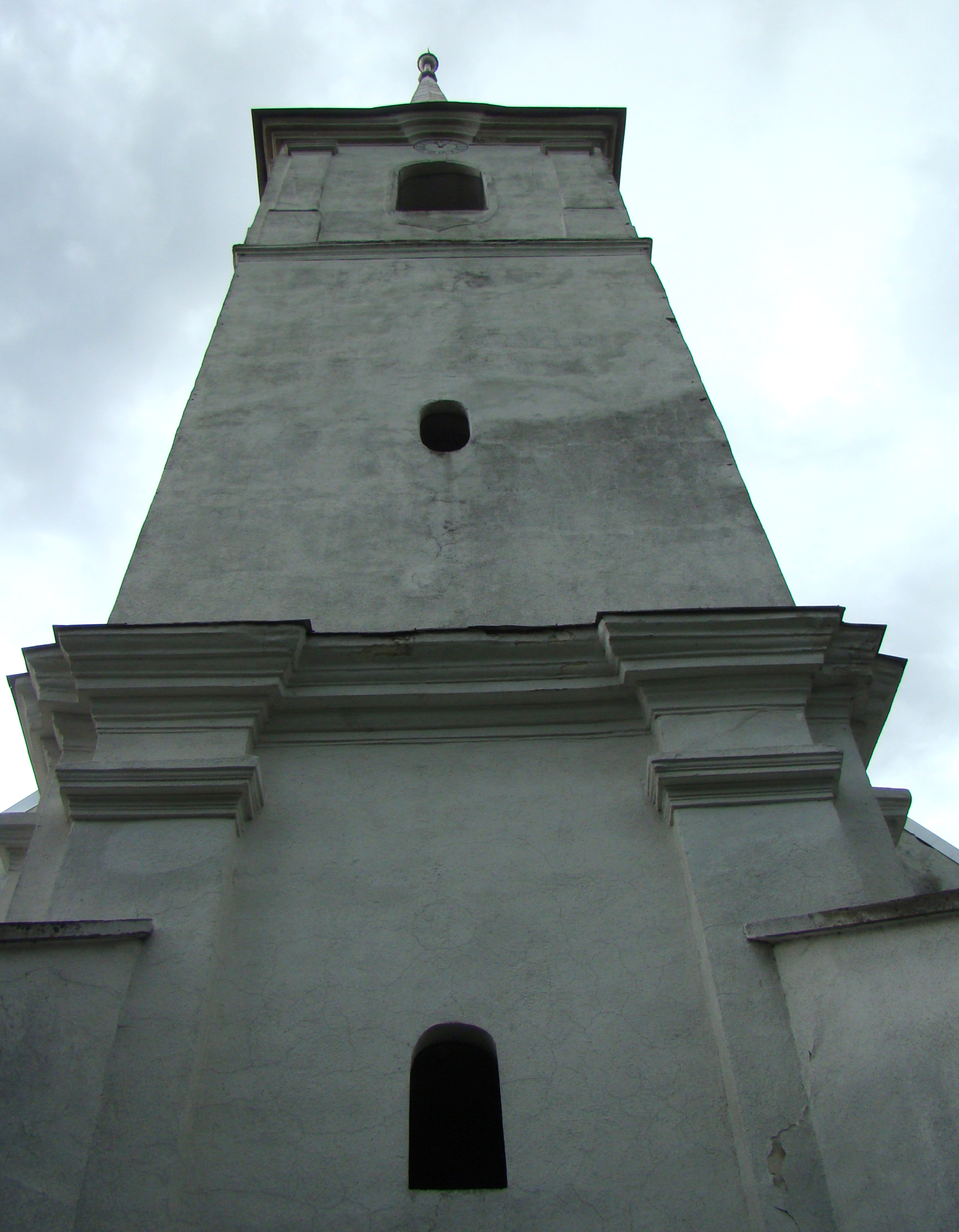
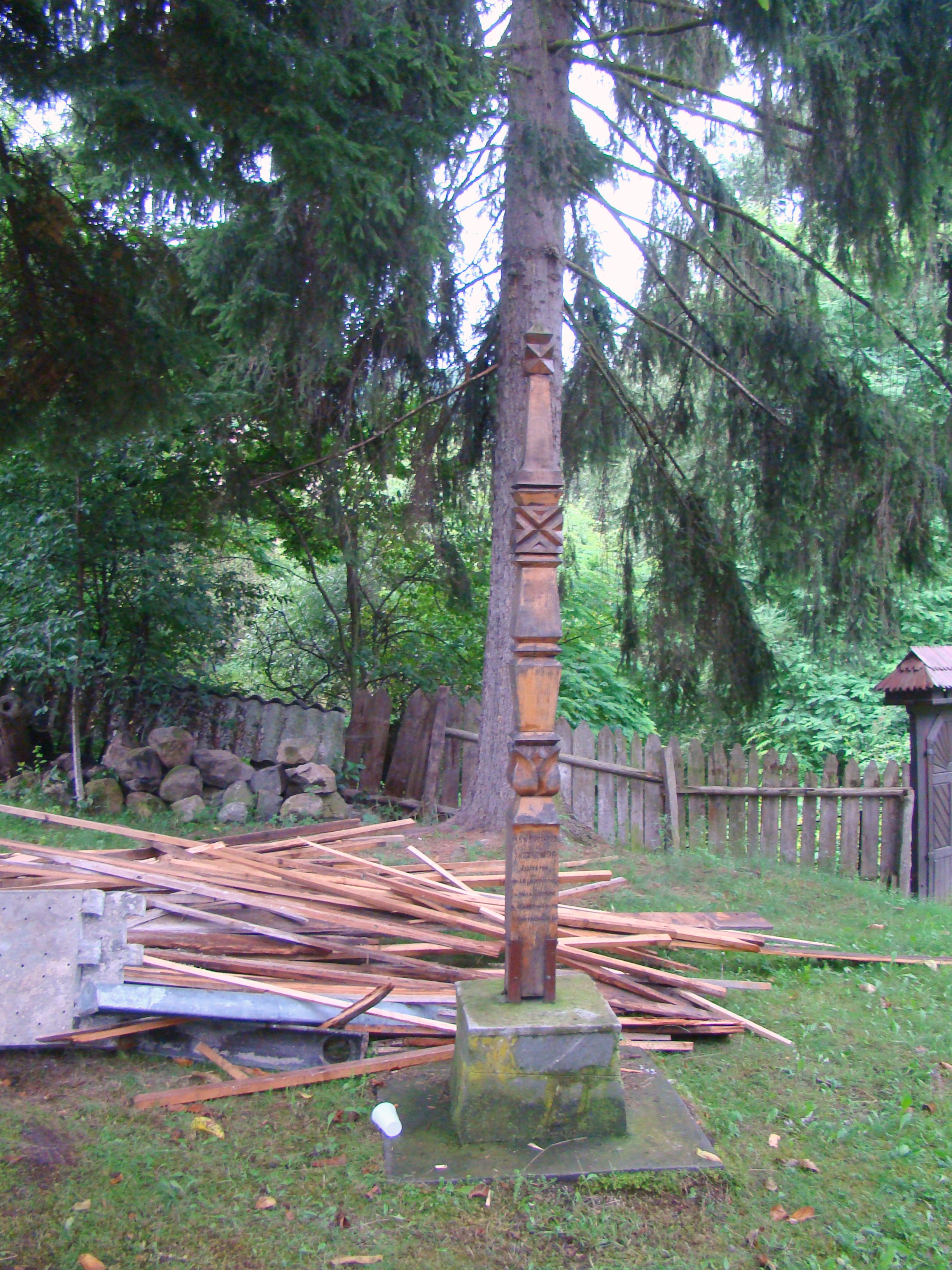
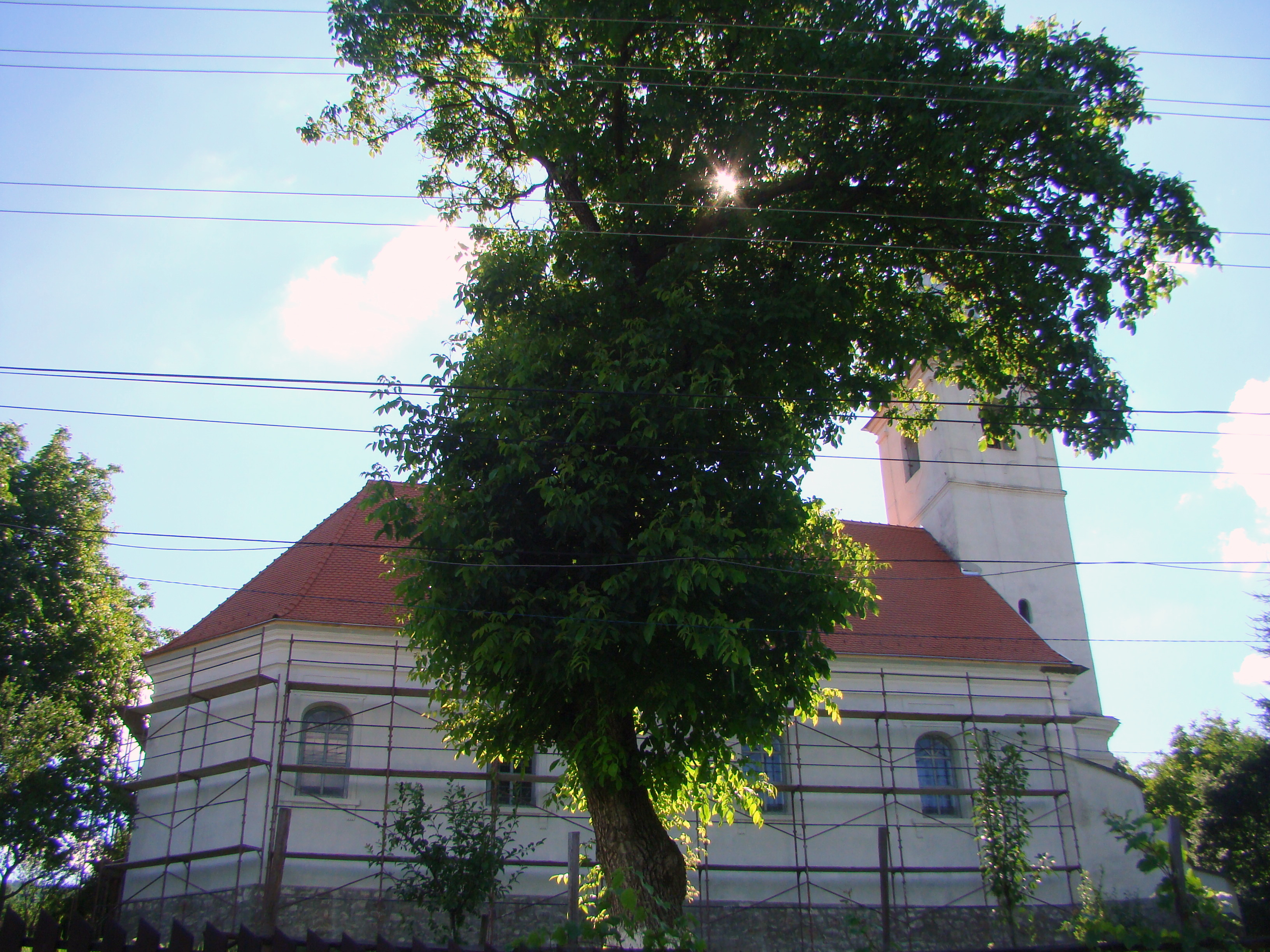
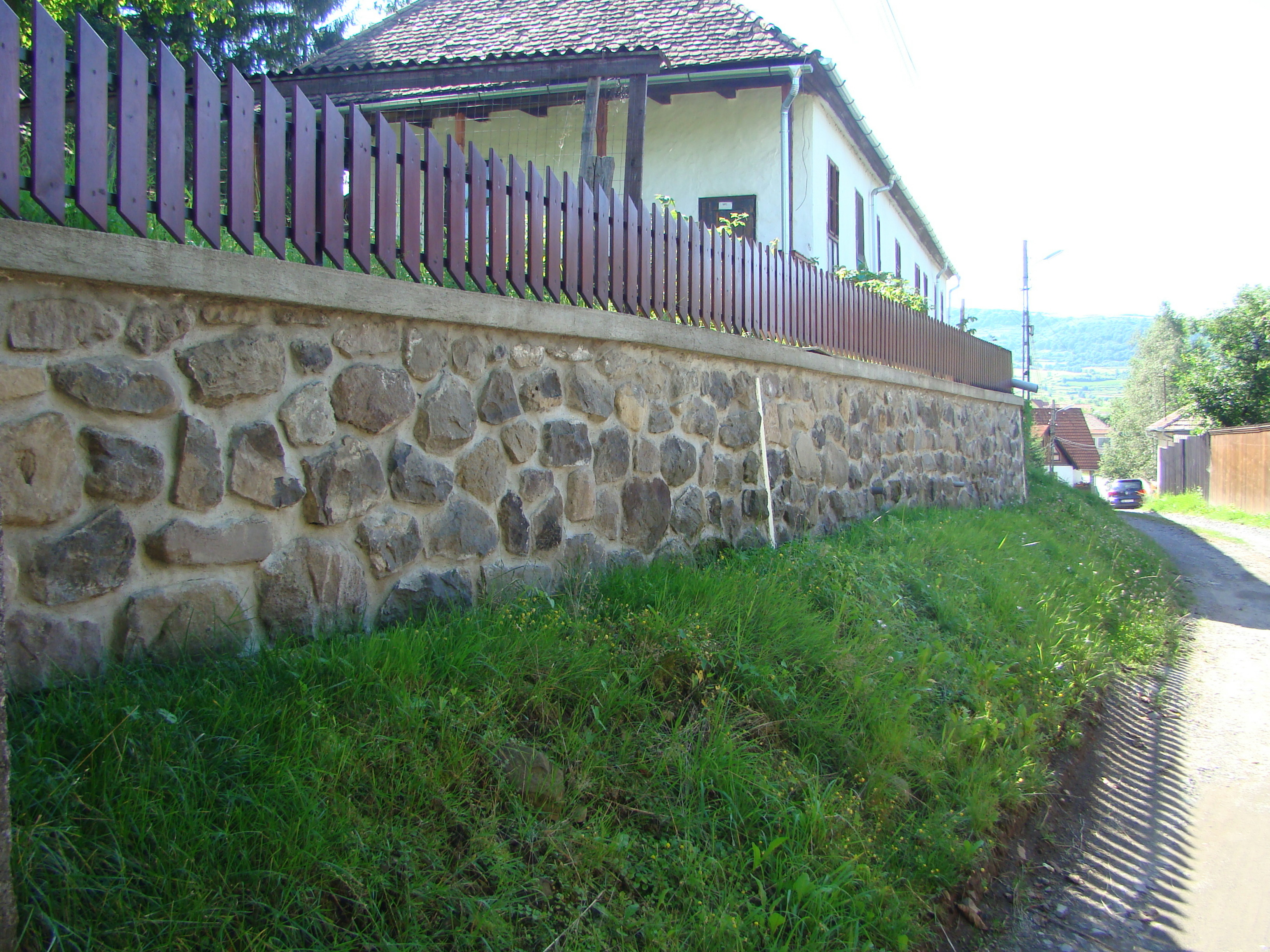

## Vezi și
- Ocna de Jos, Harghita

## Imagini din interior

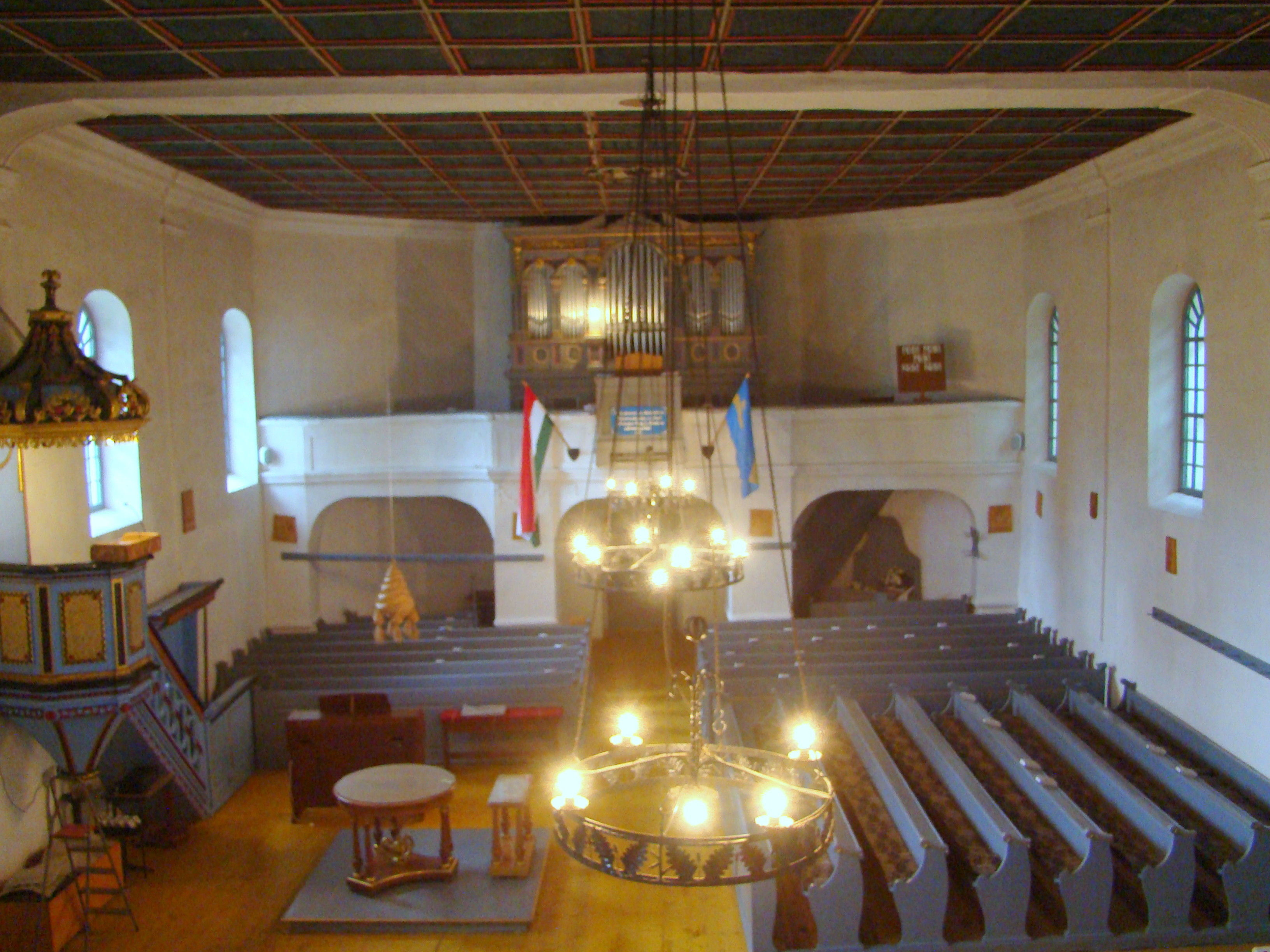
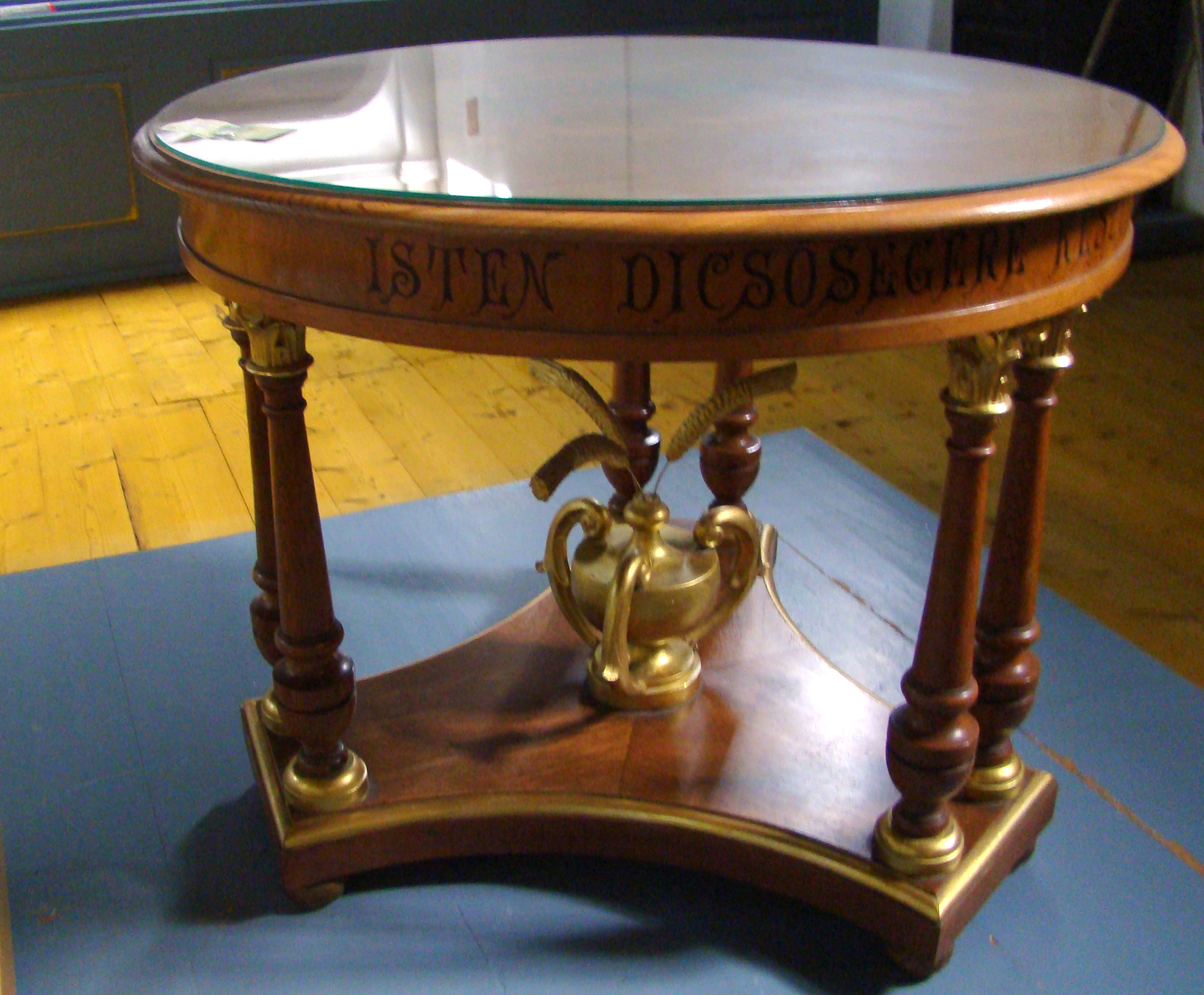
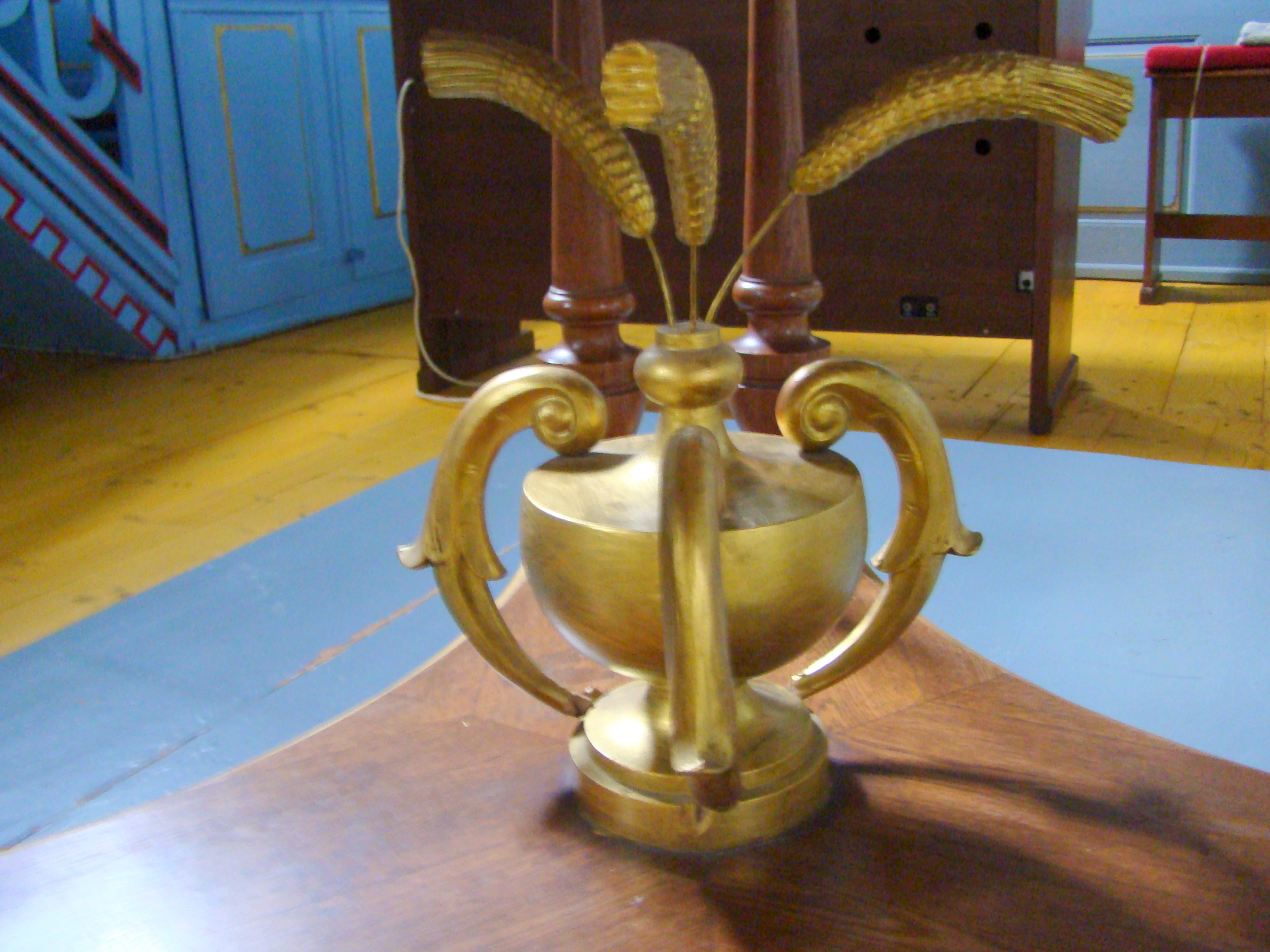
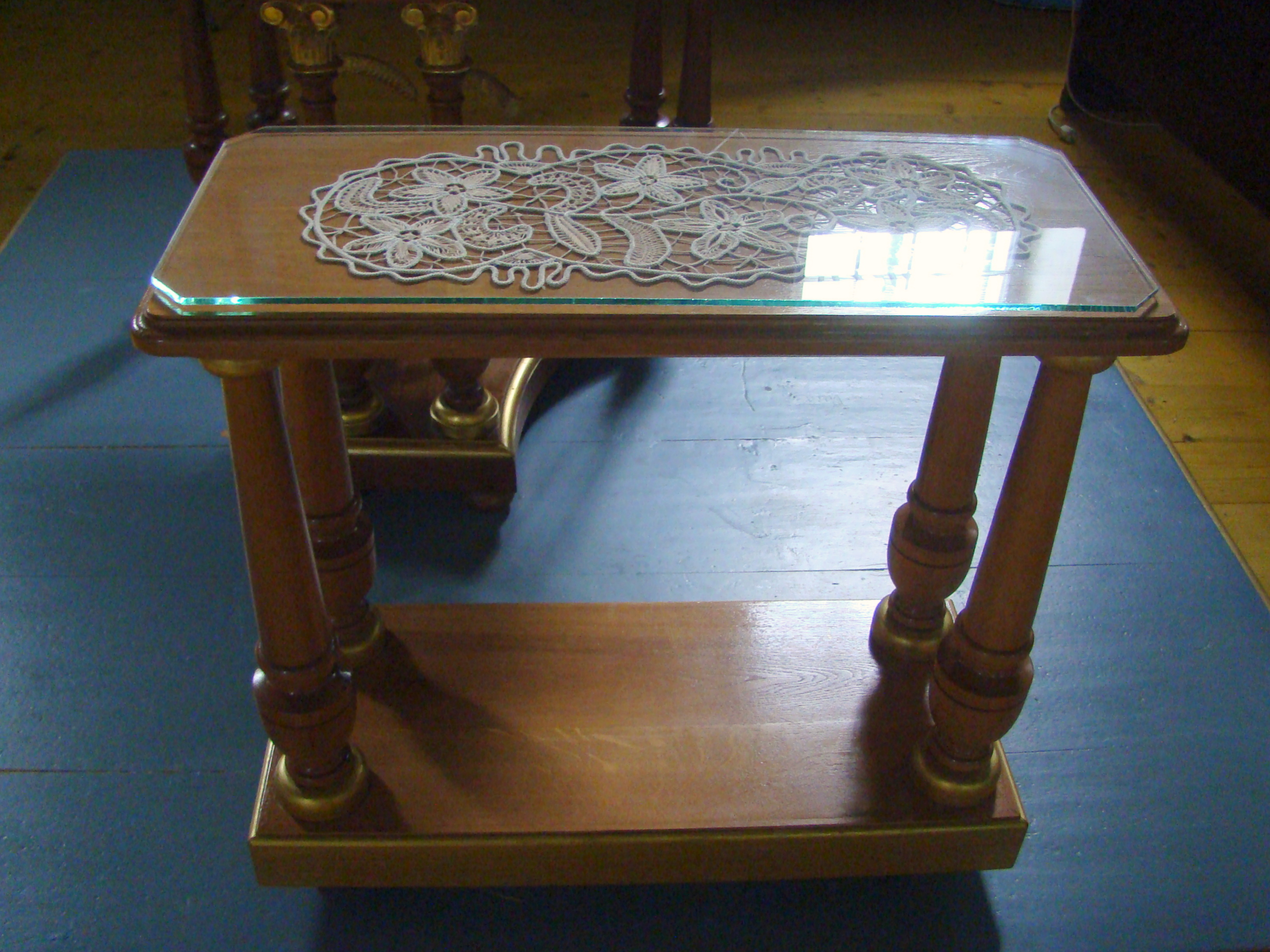
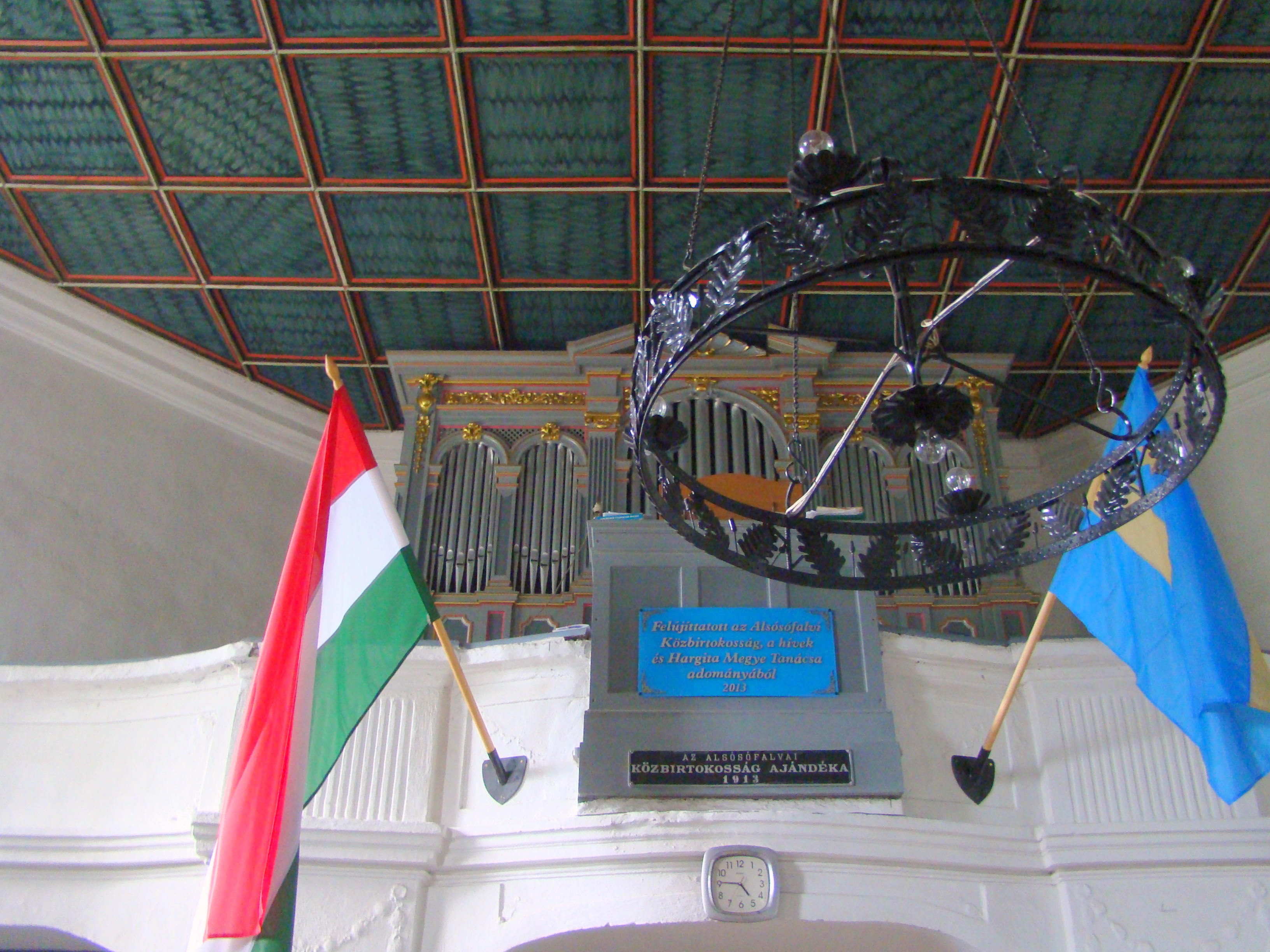
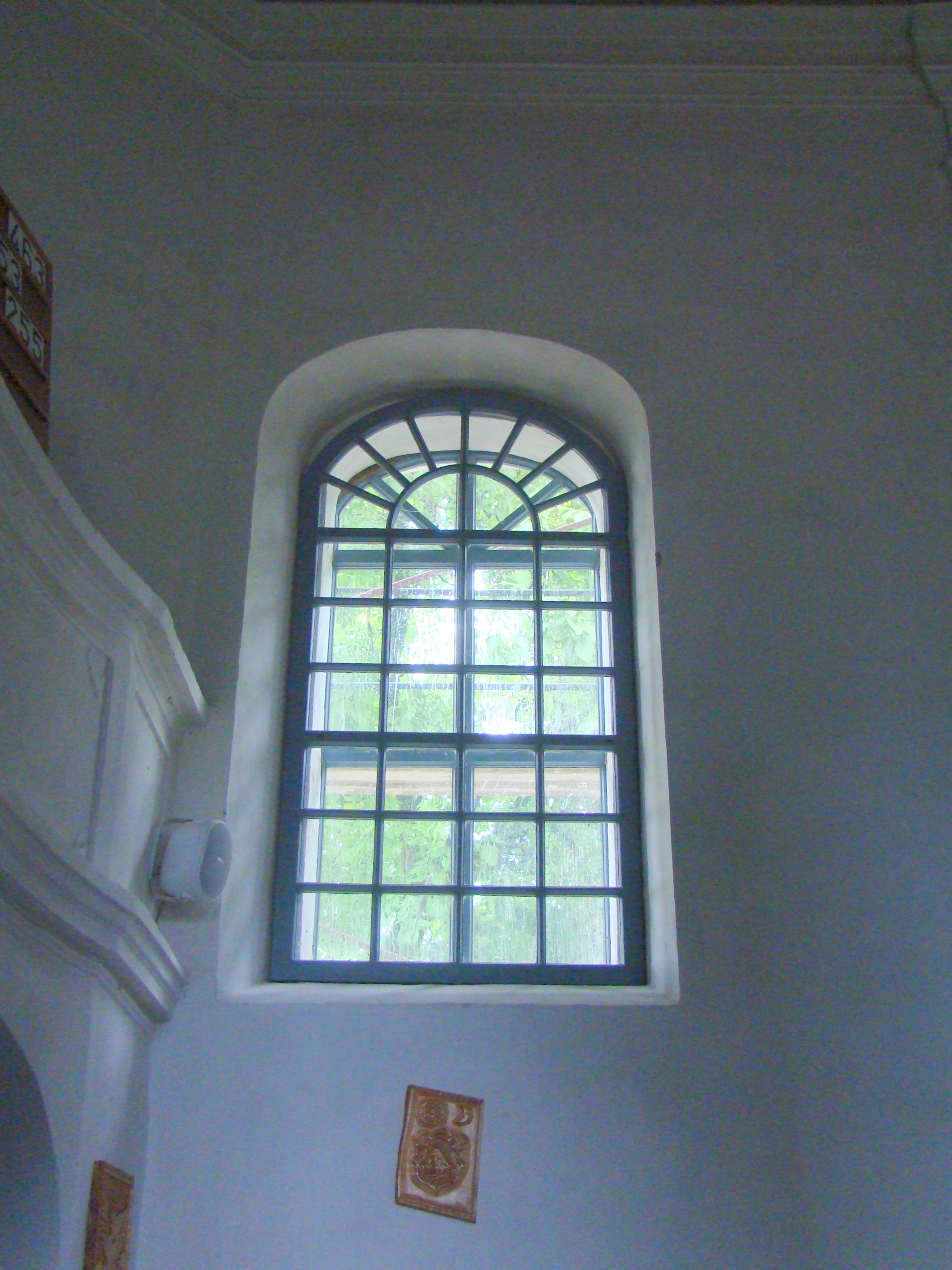
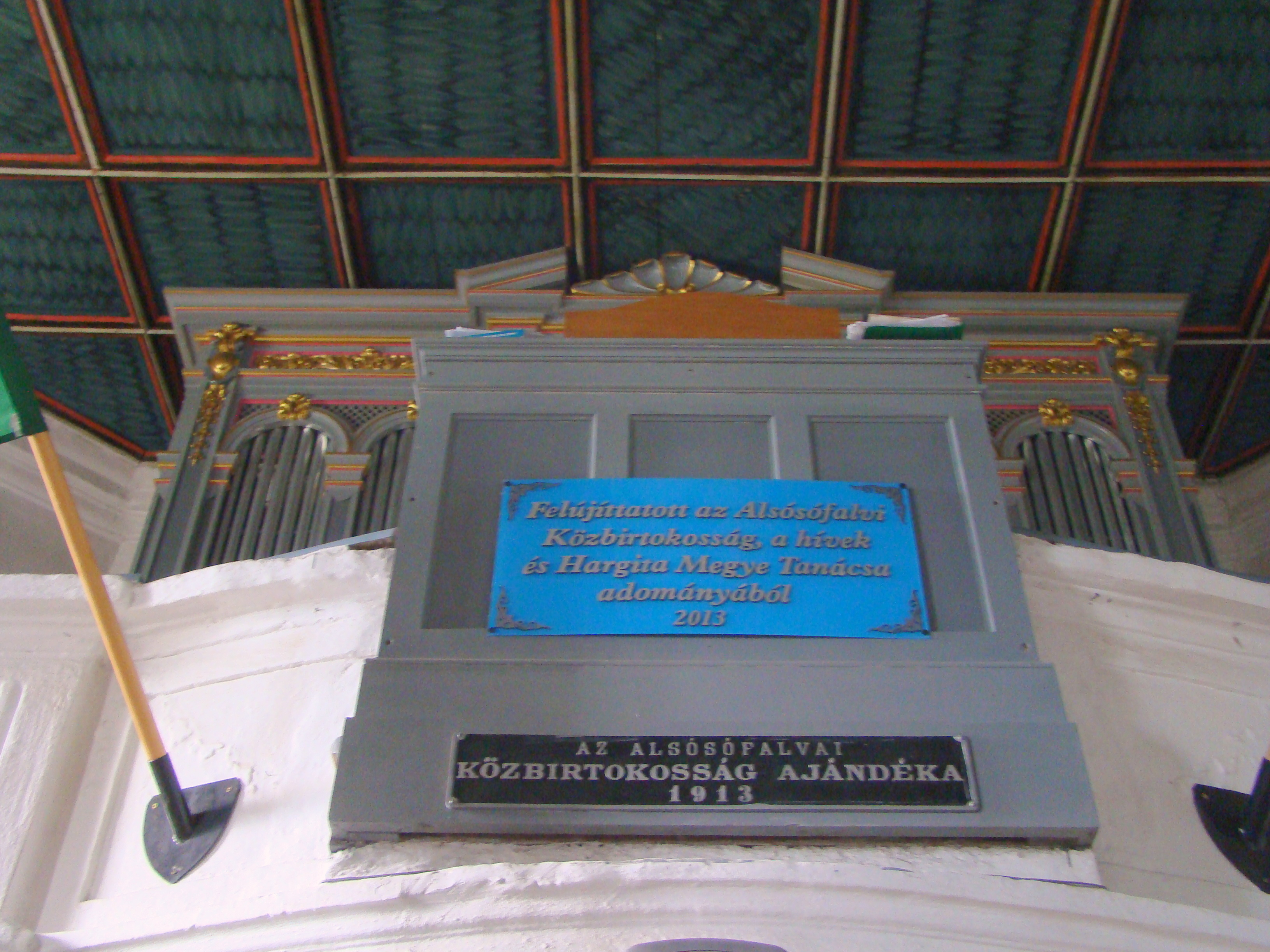
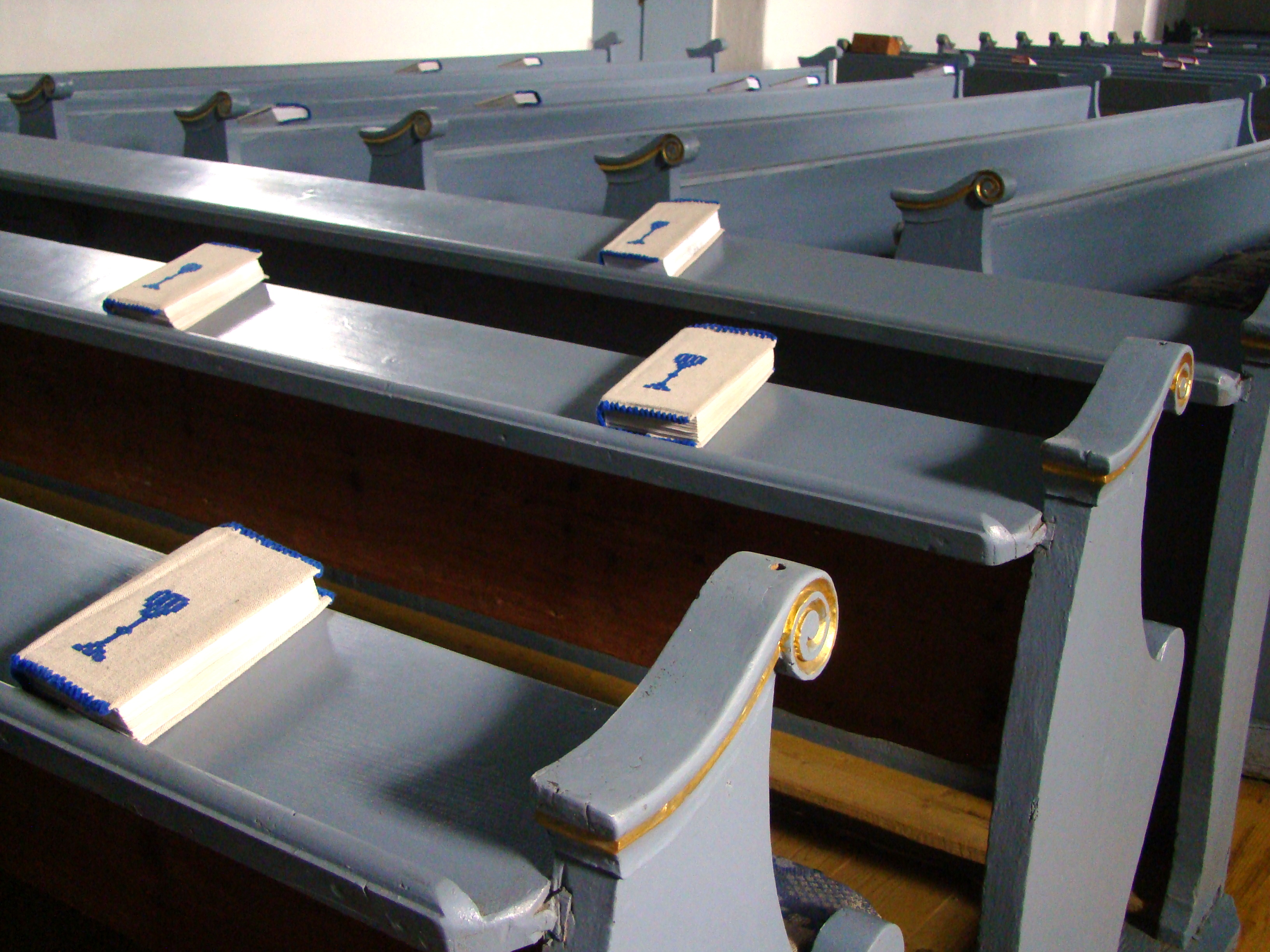
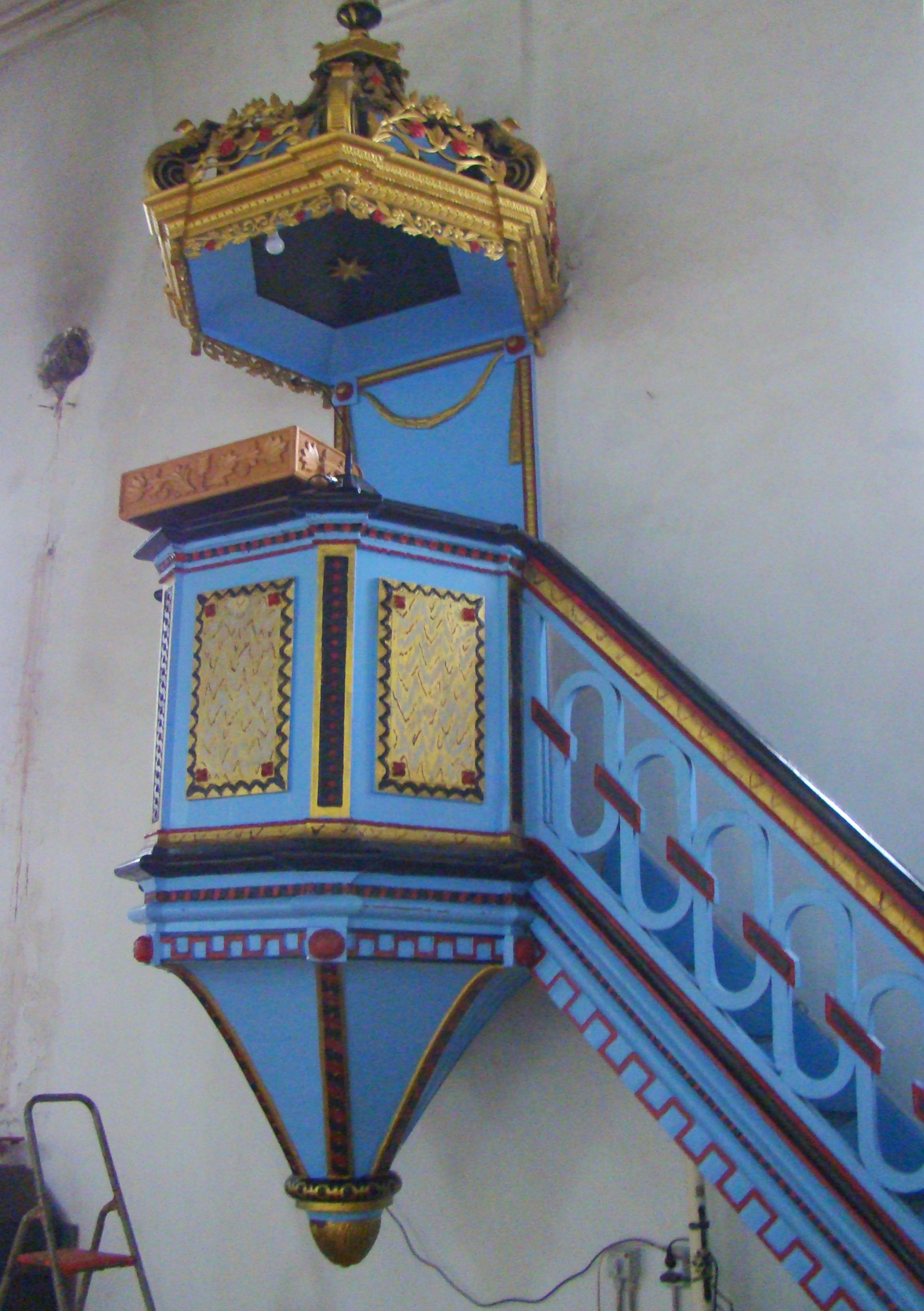
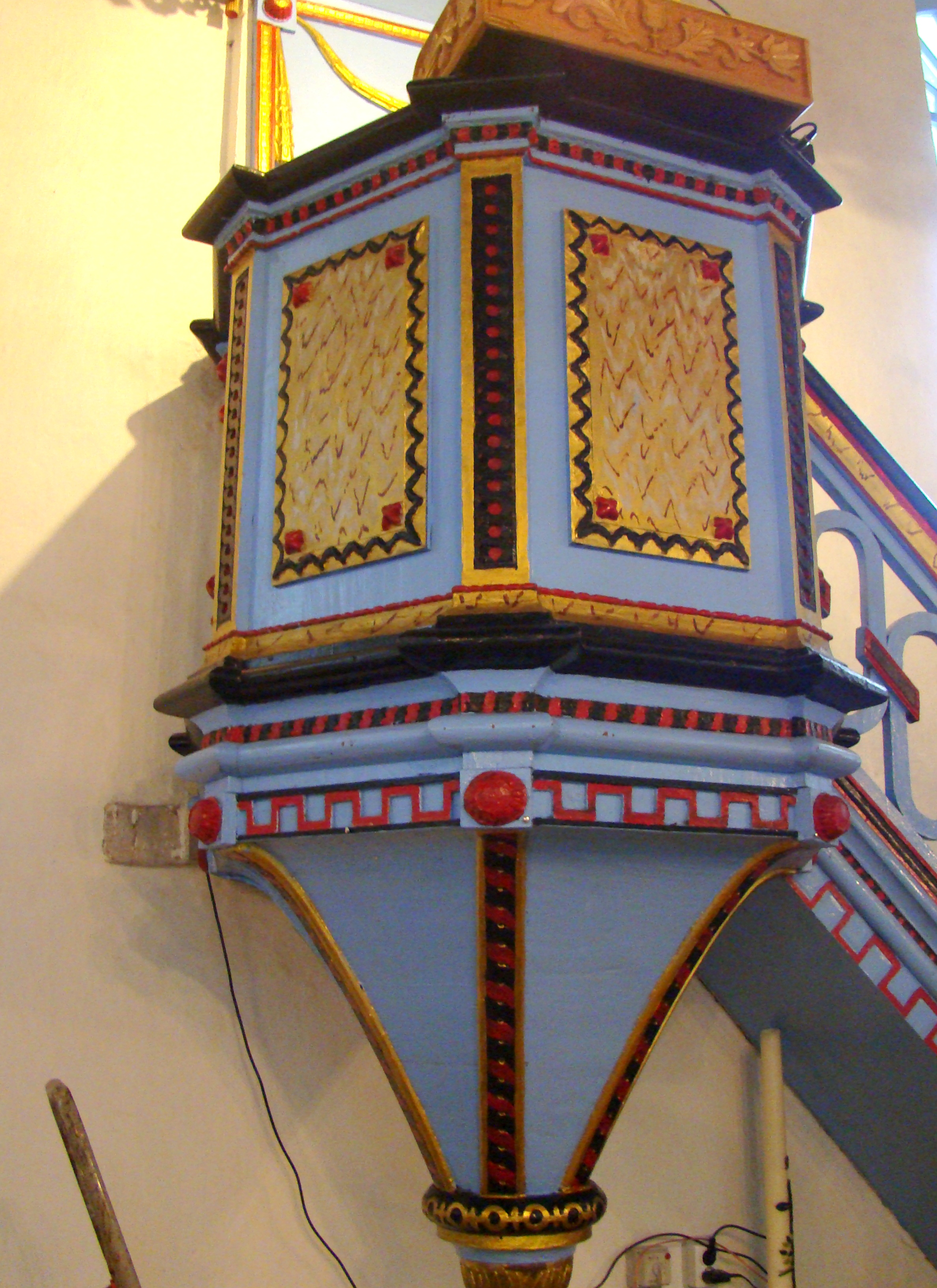
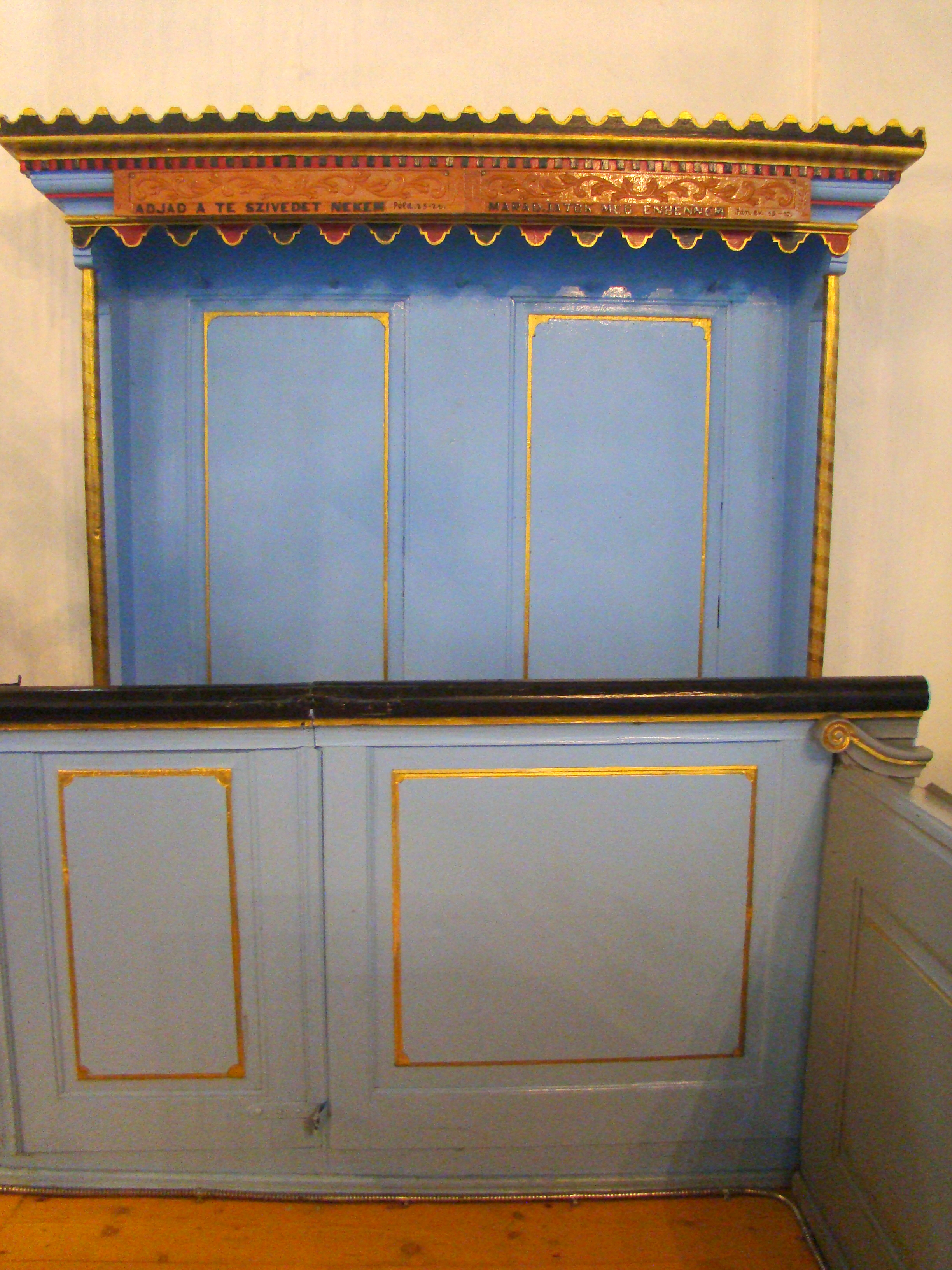
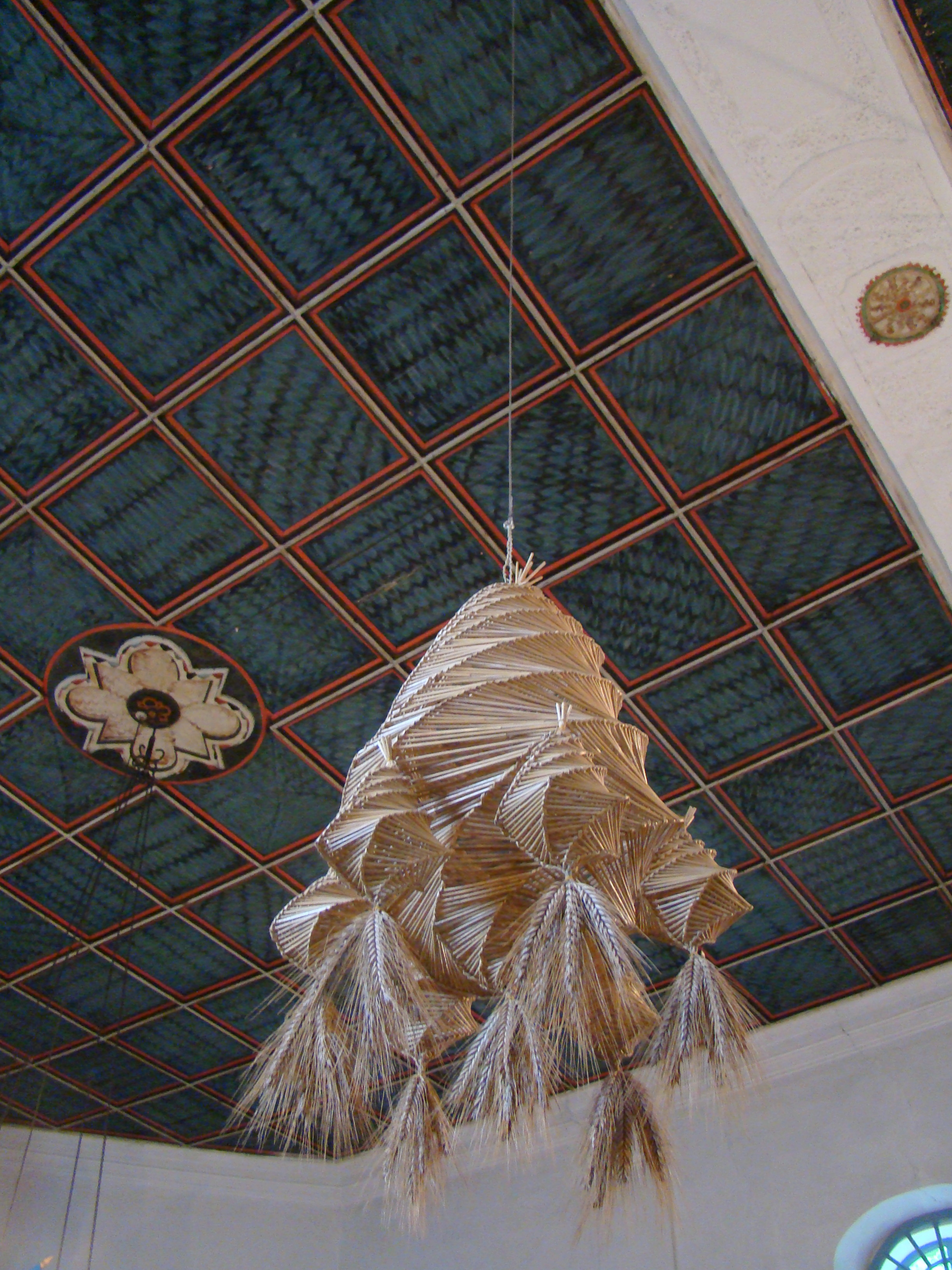
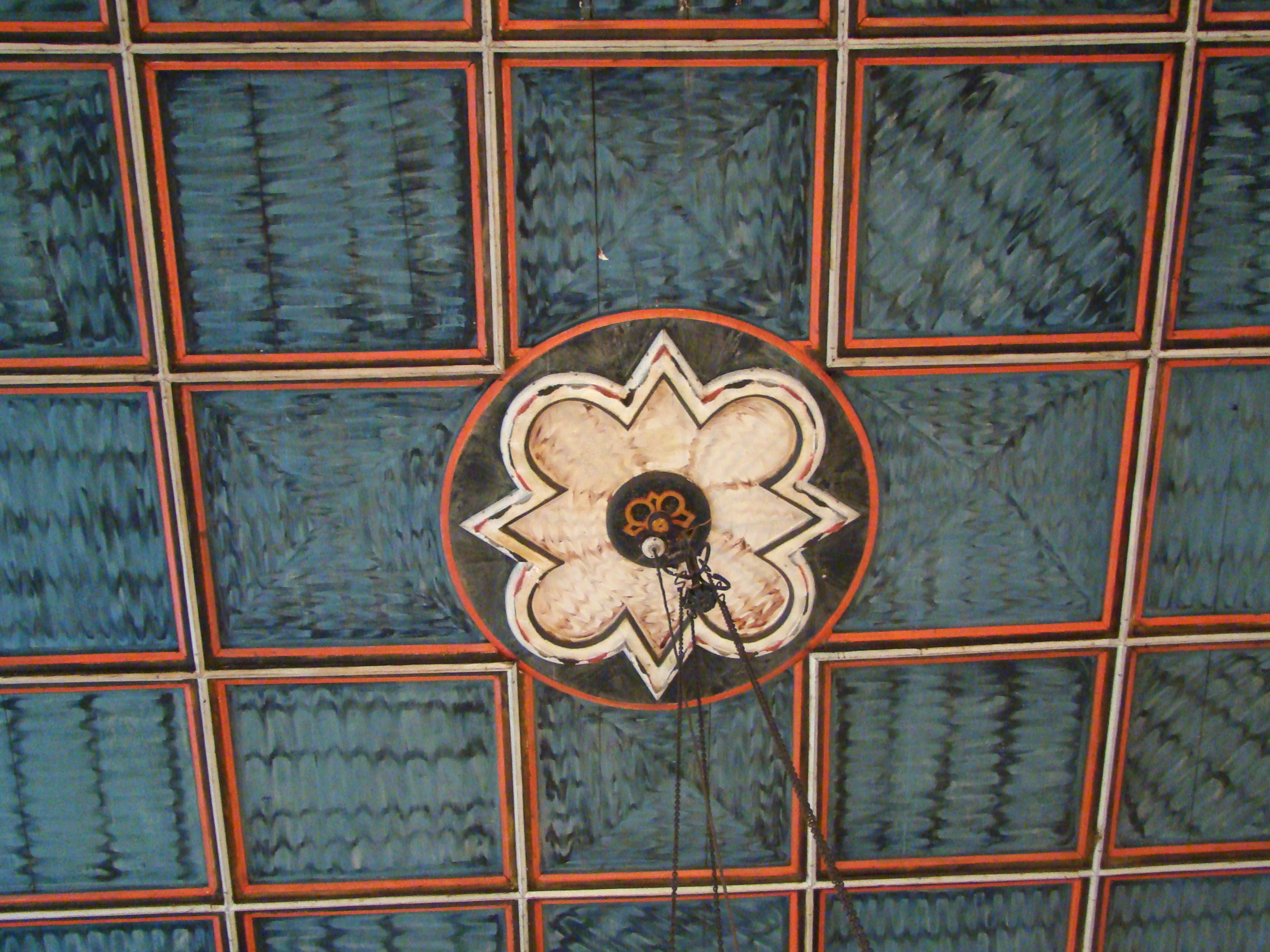
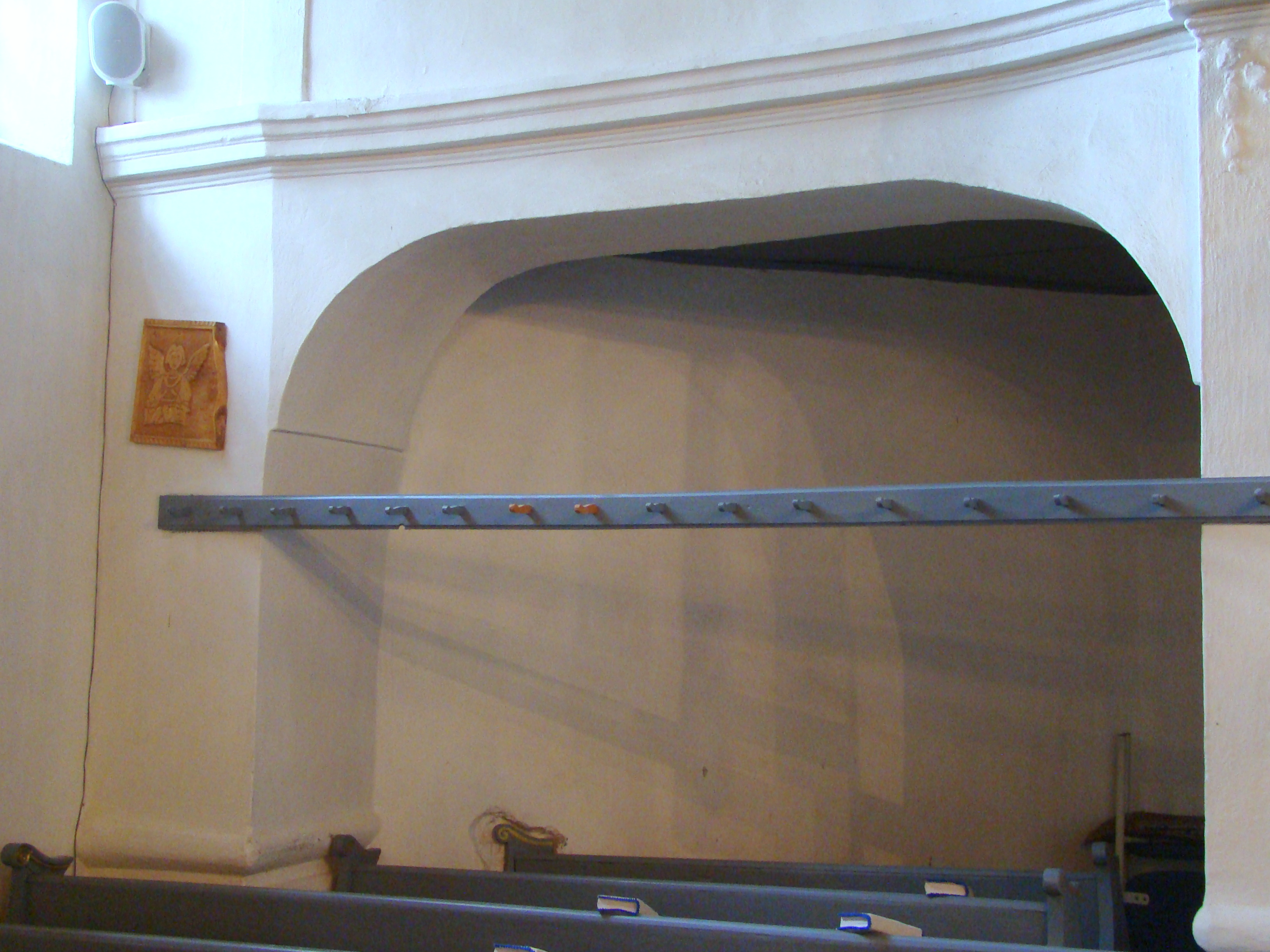
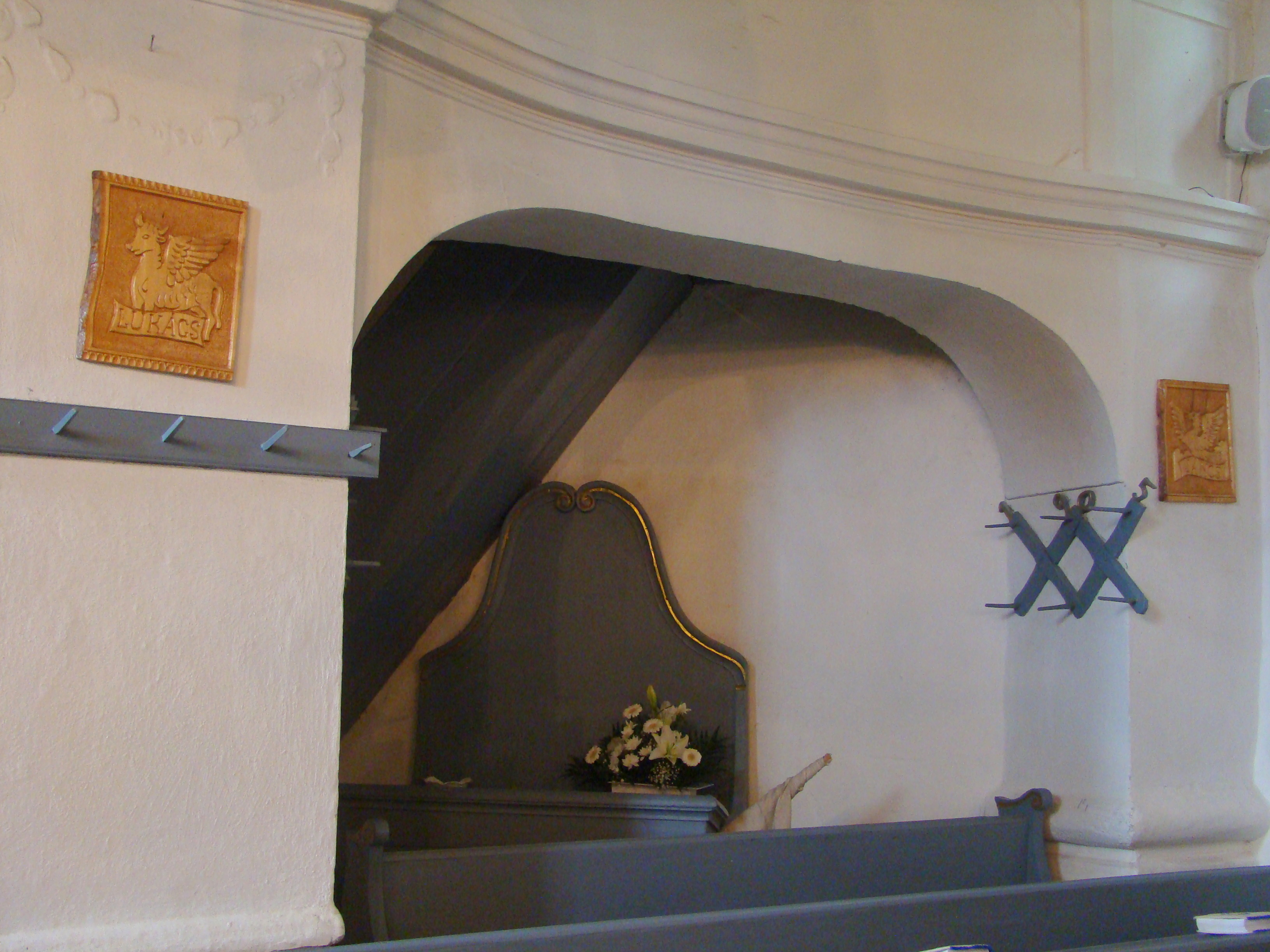
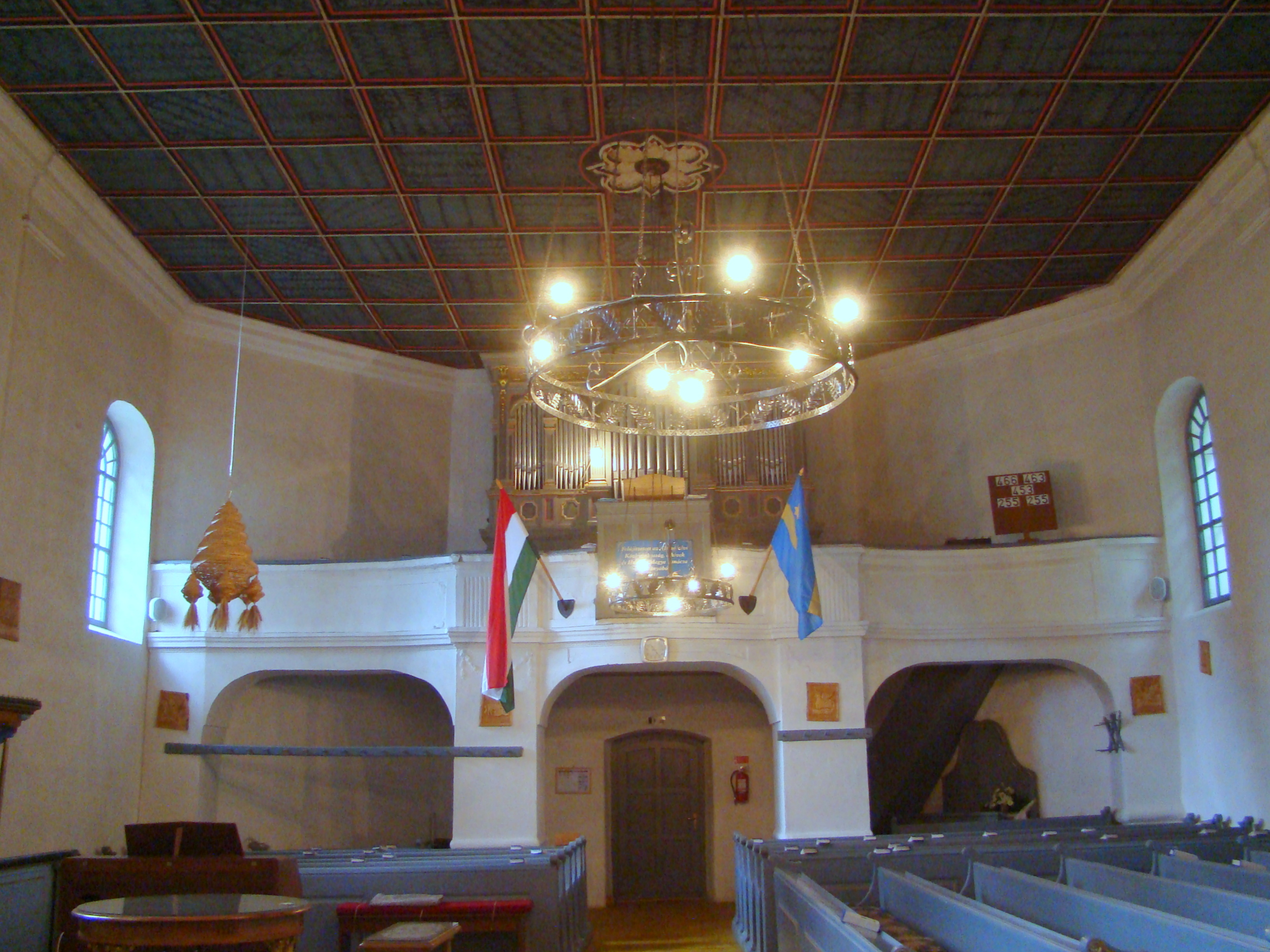
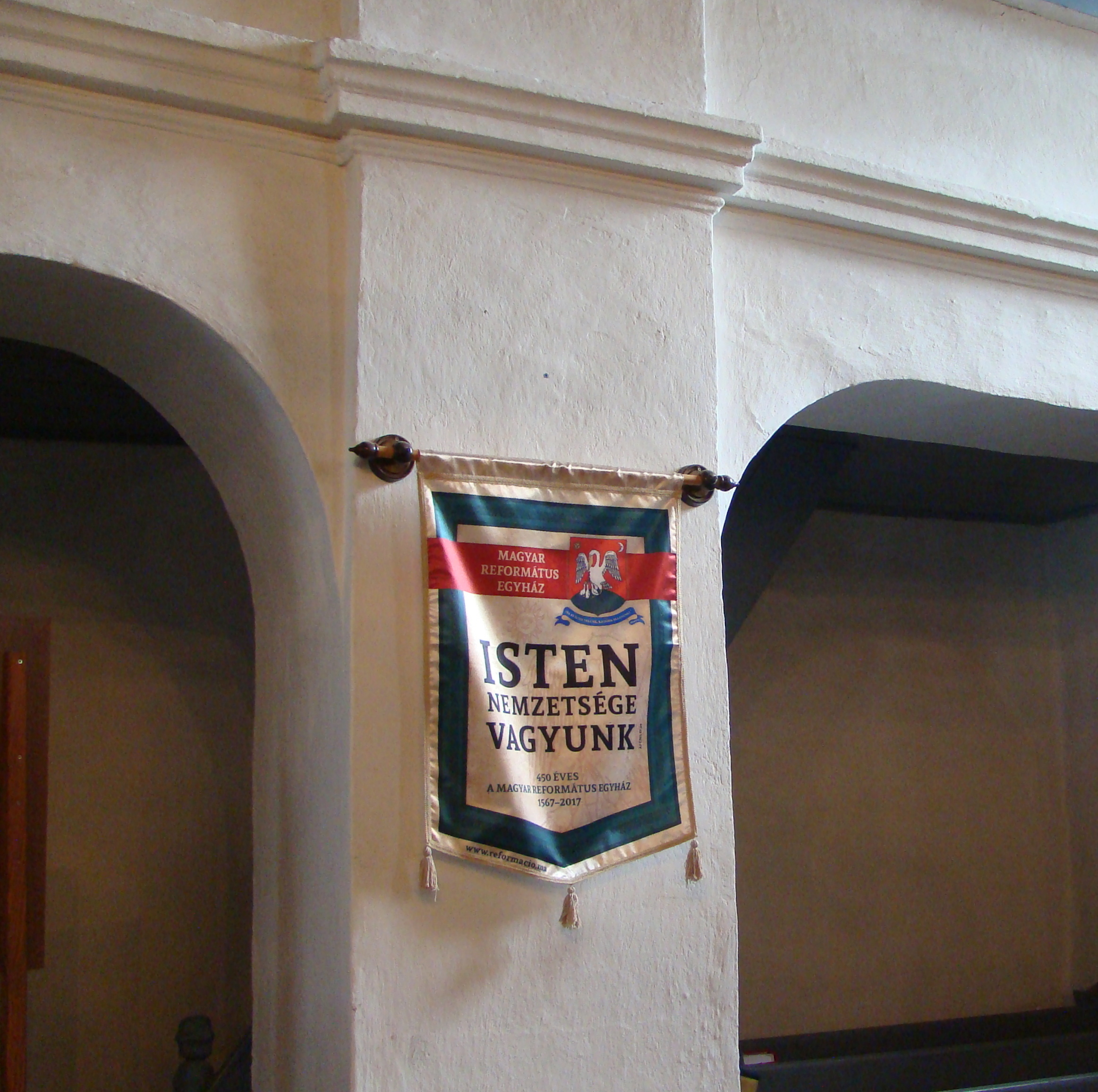
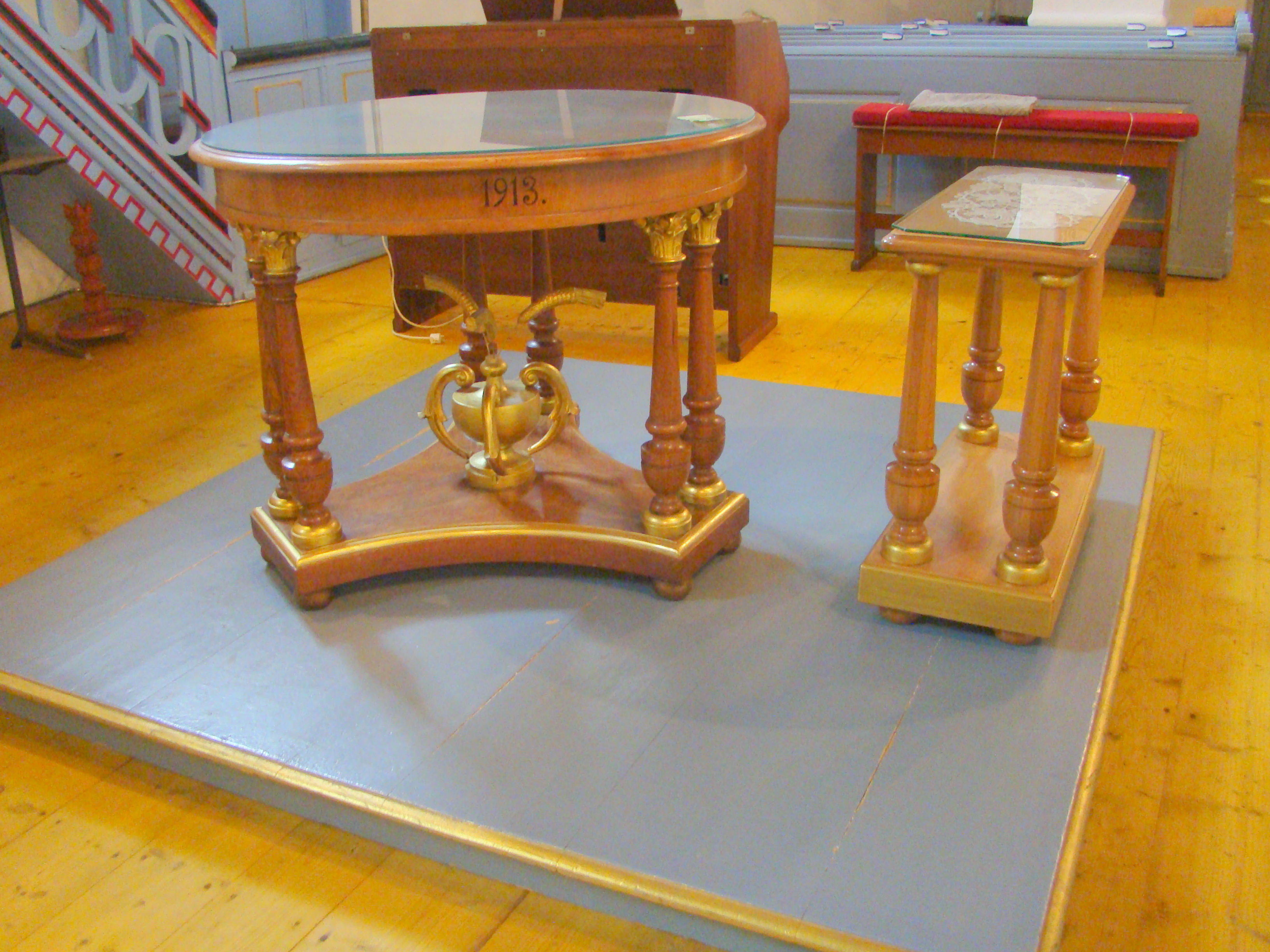
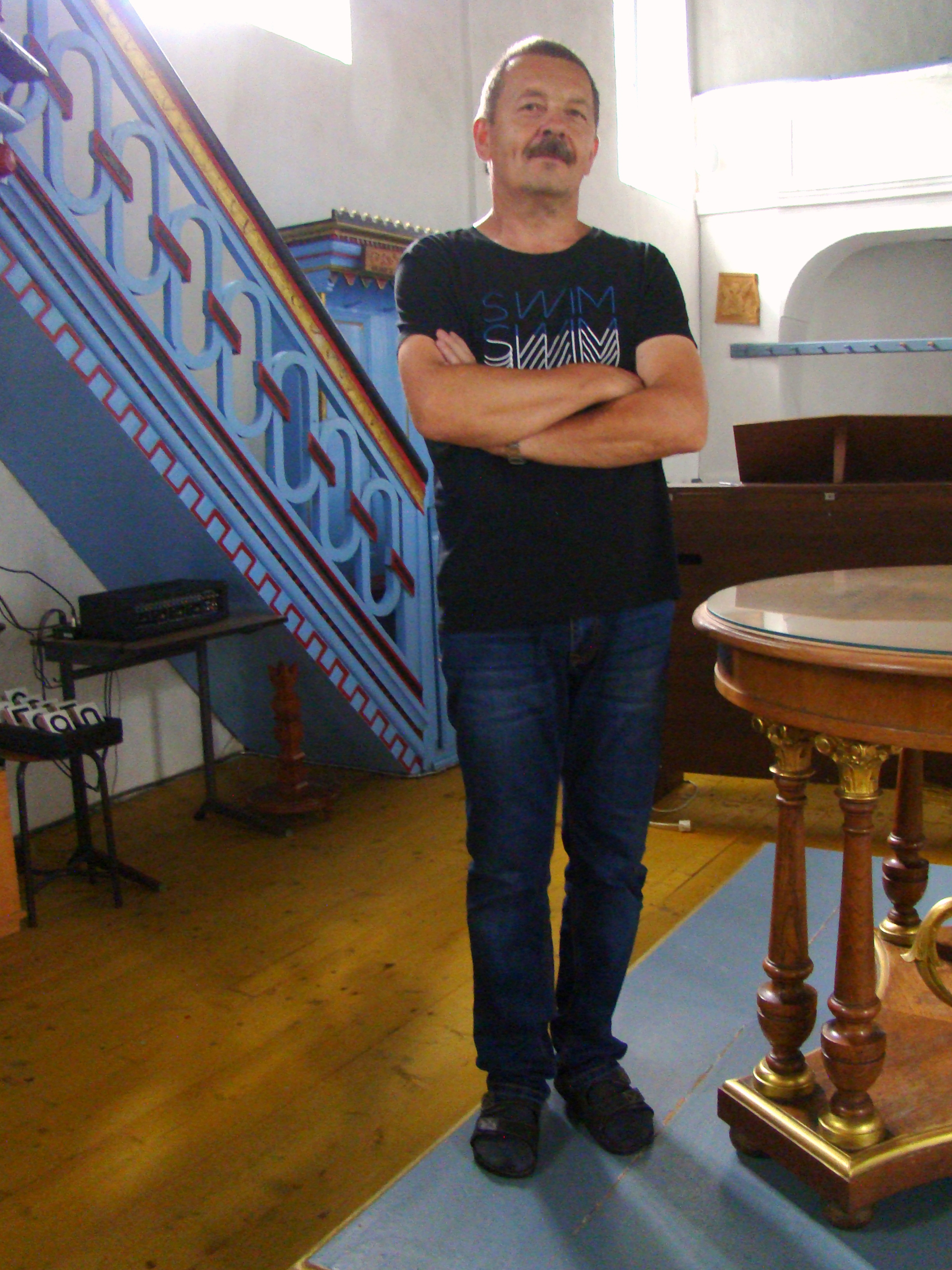
Pastorul reformat Timár Zsolt
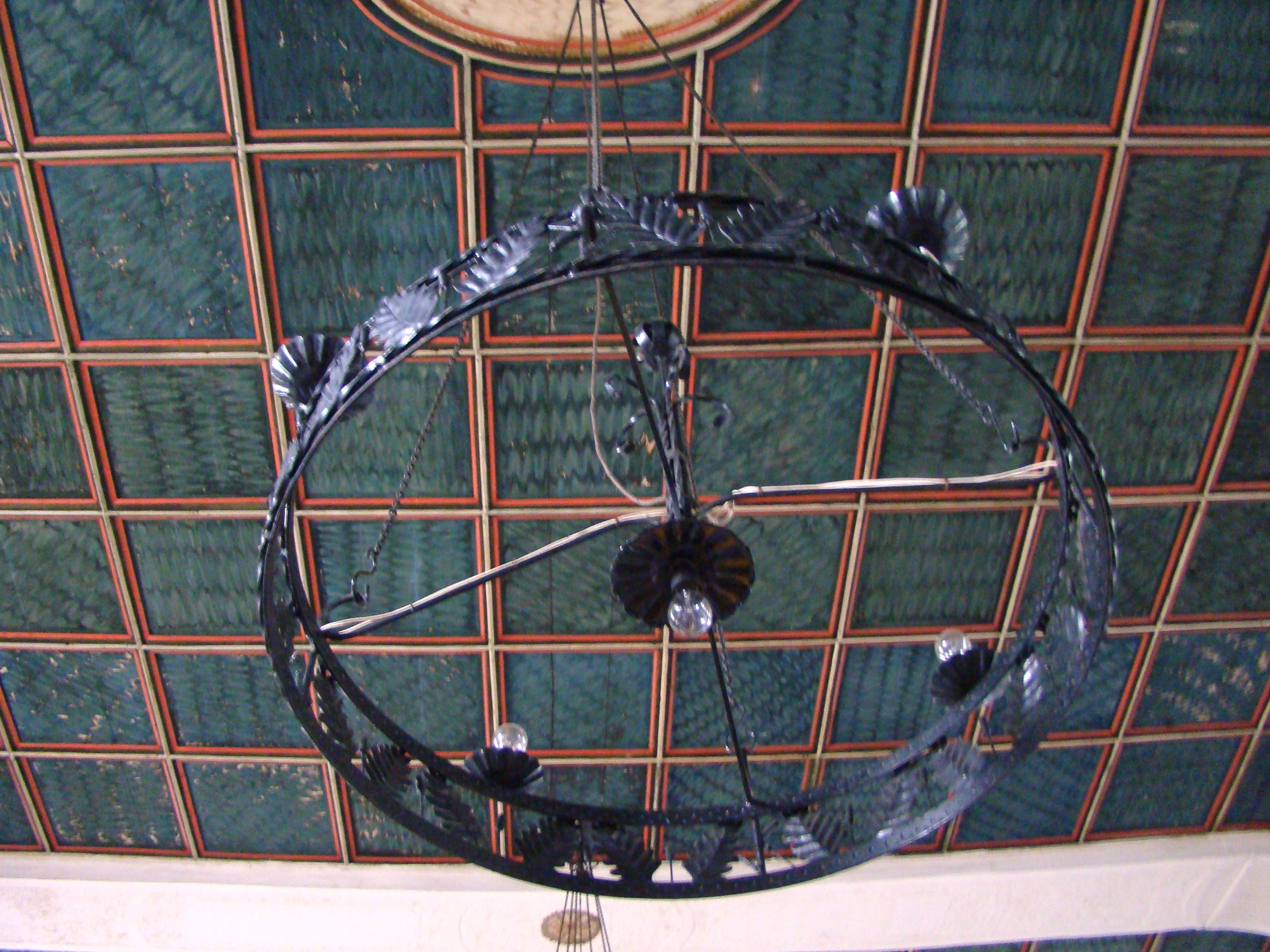
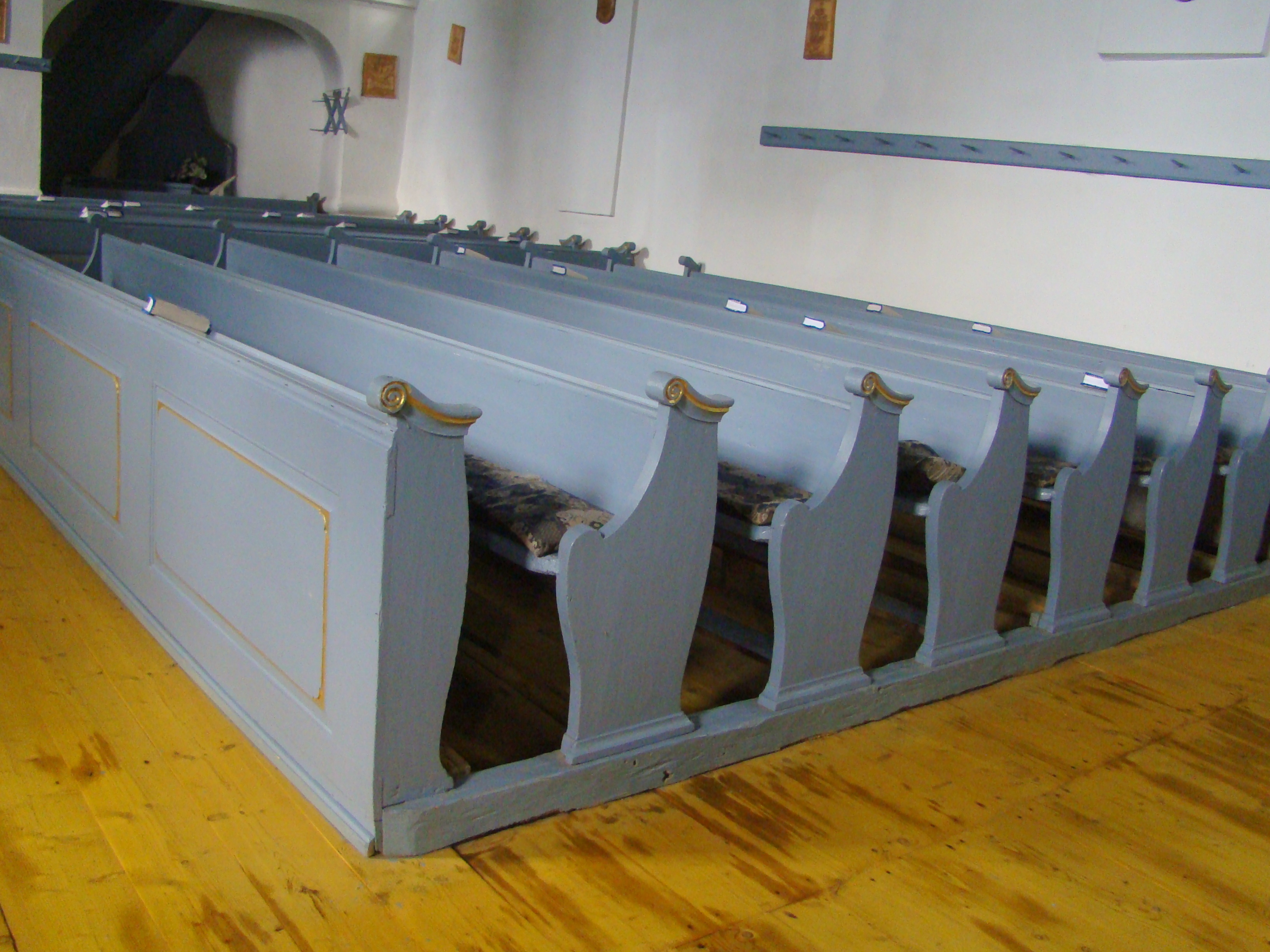
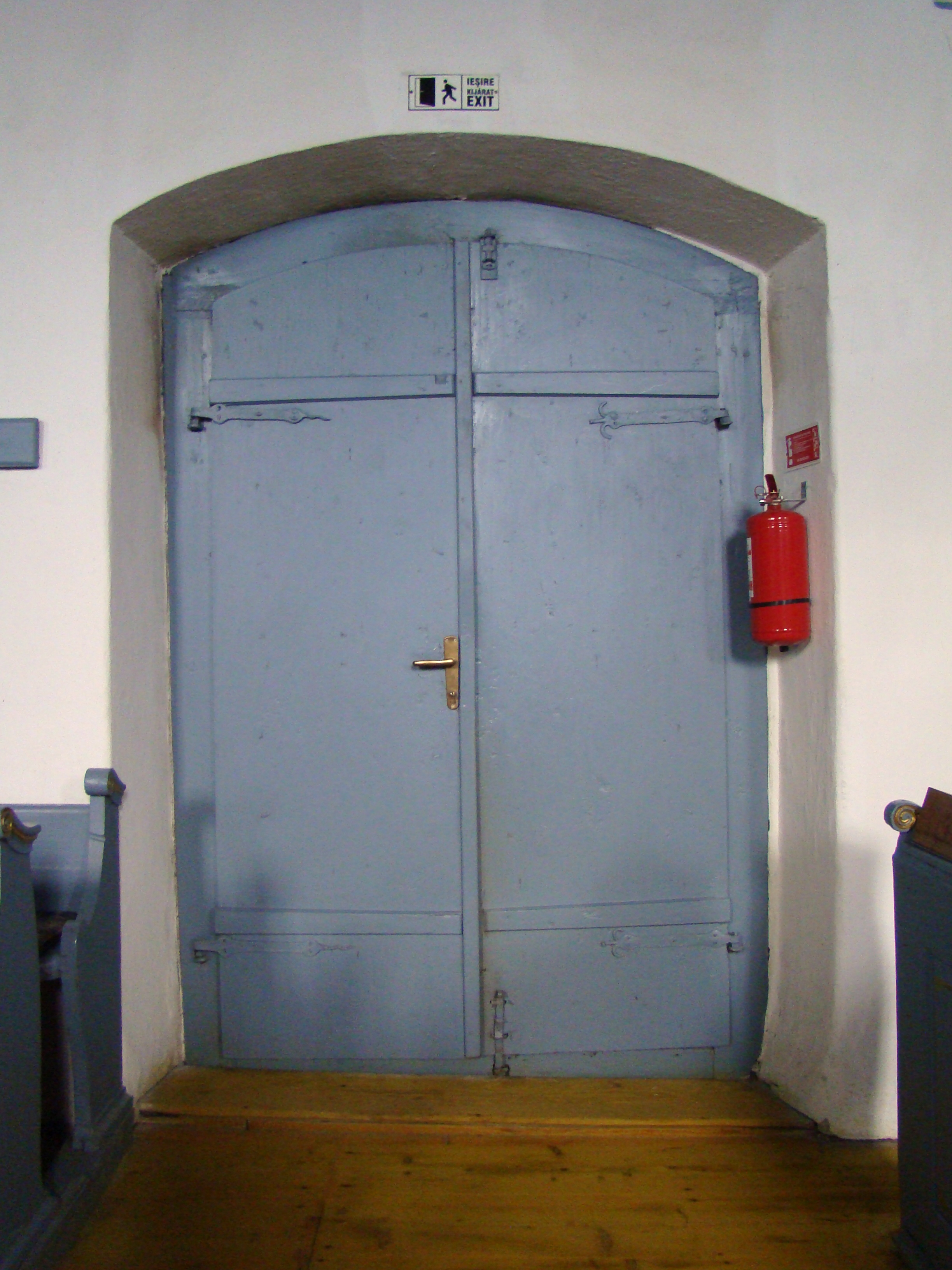
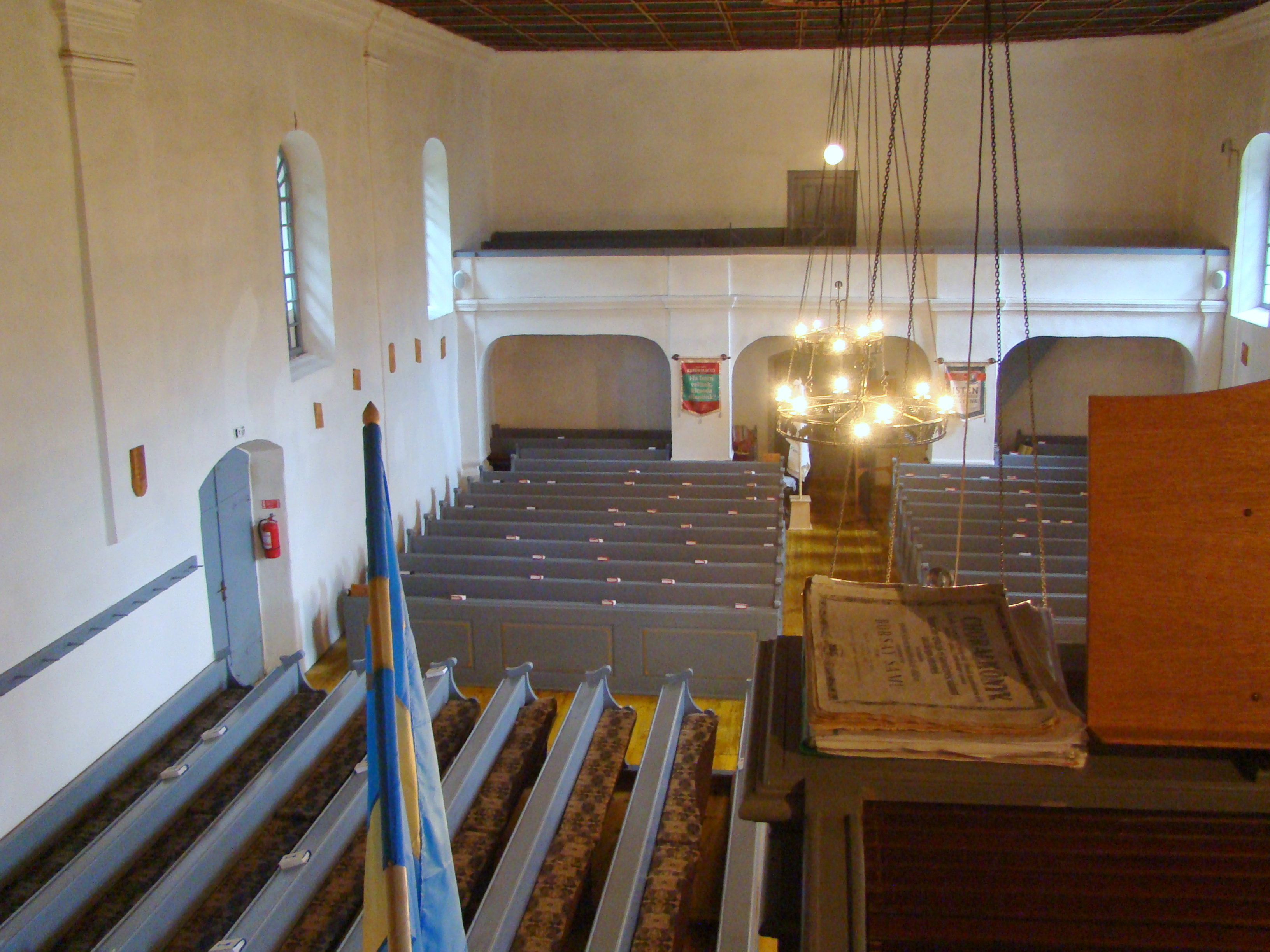
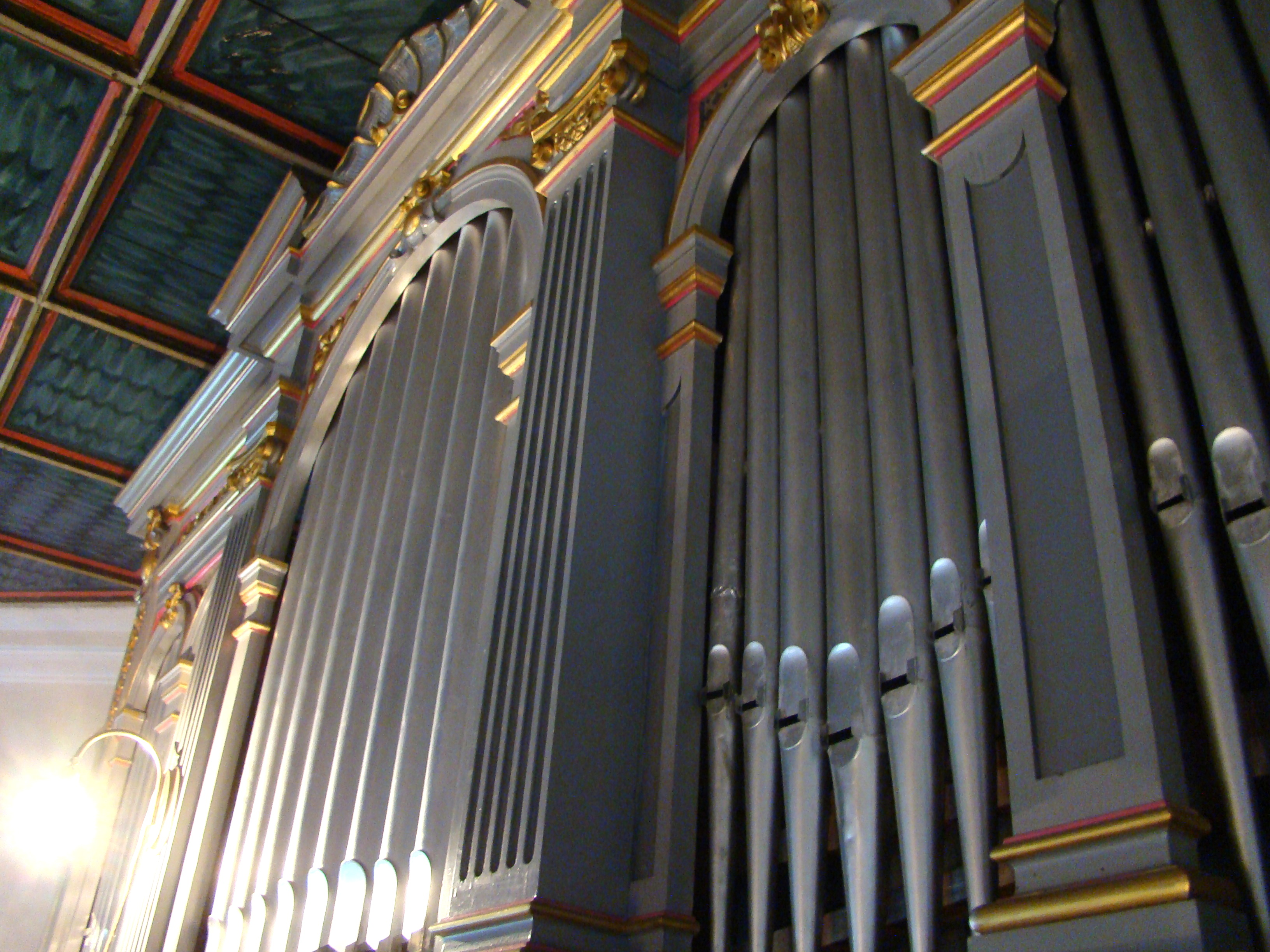
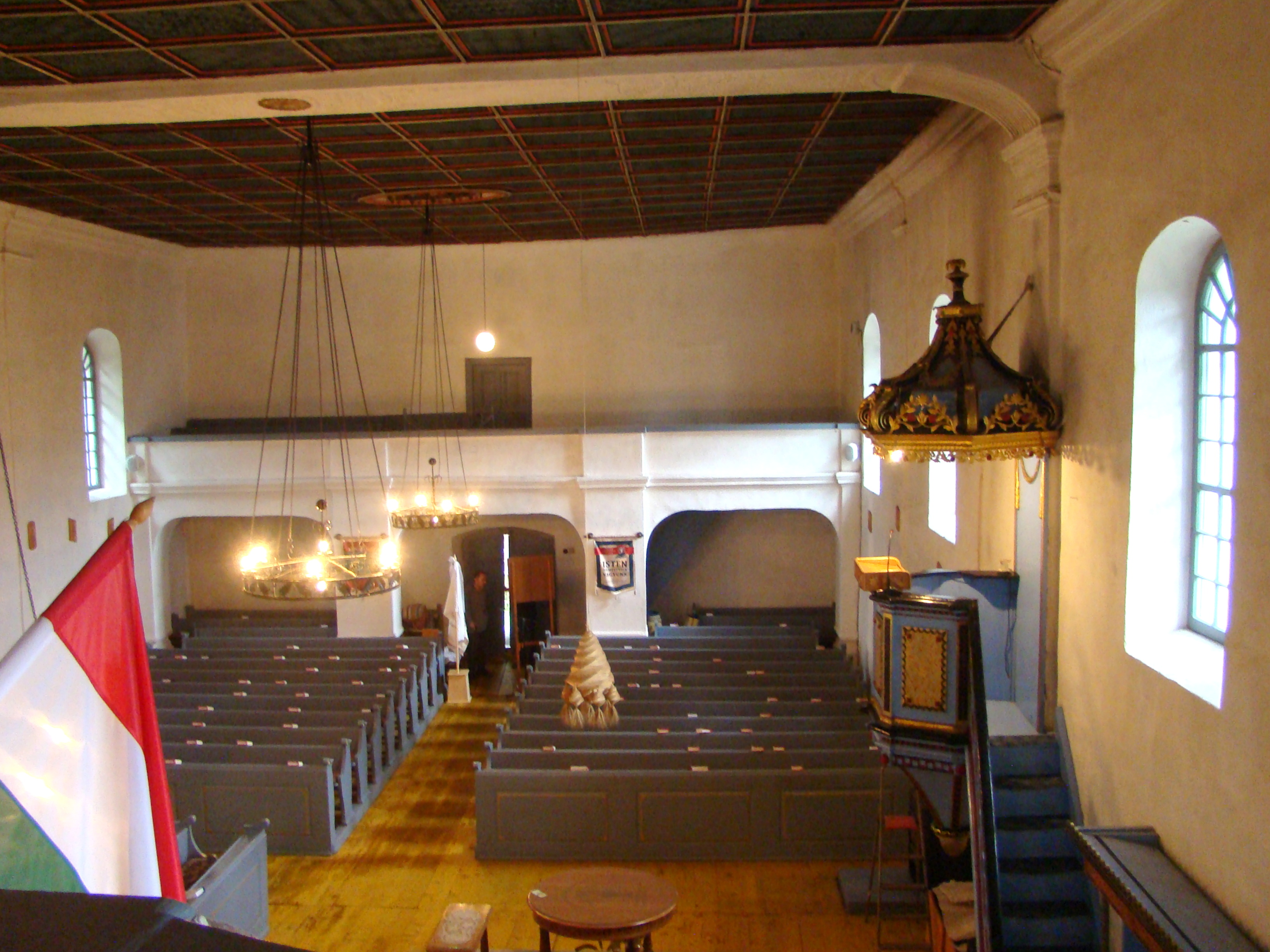
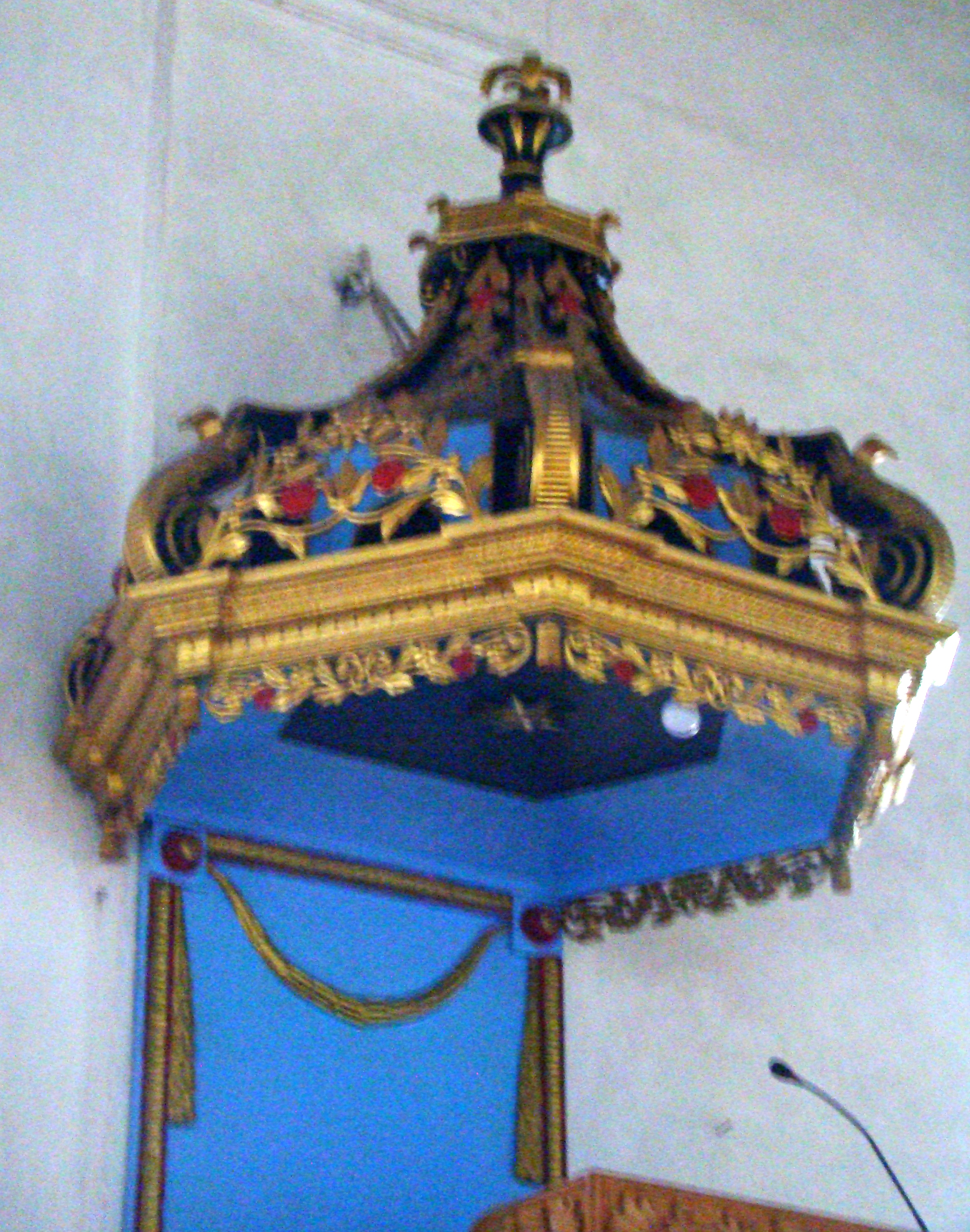
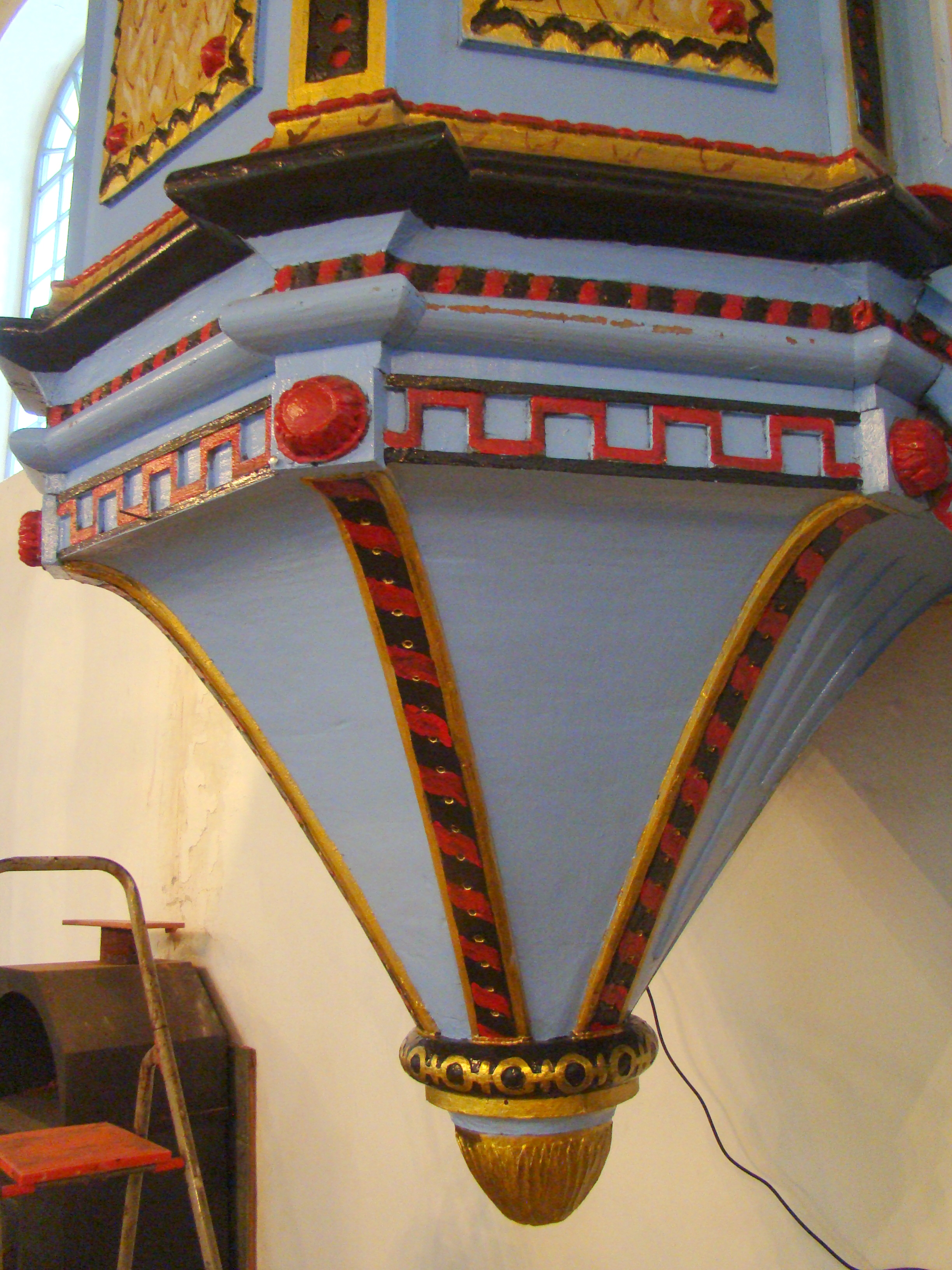
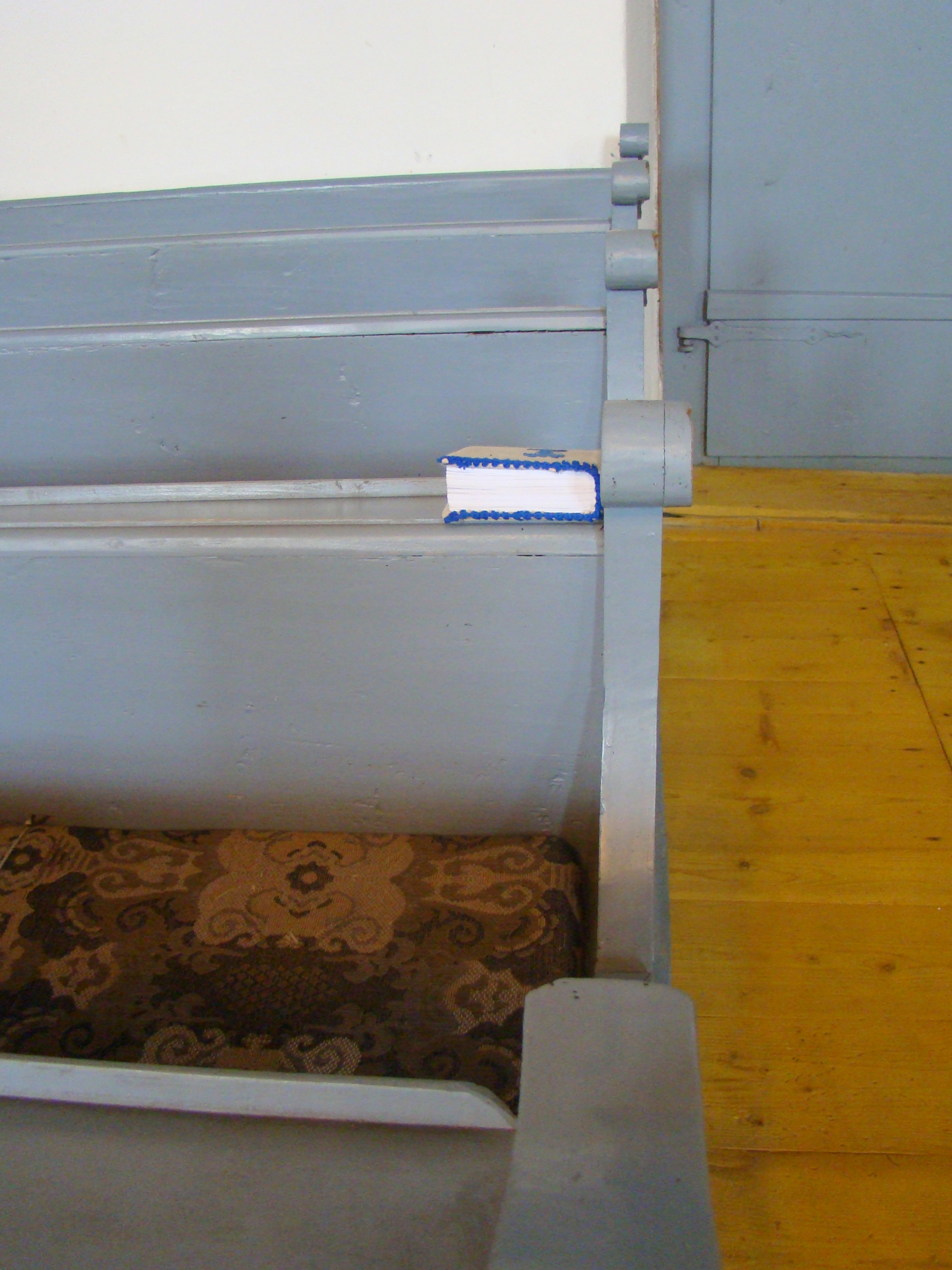
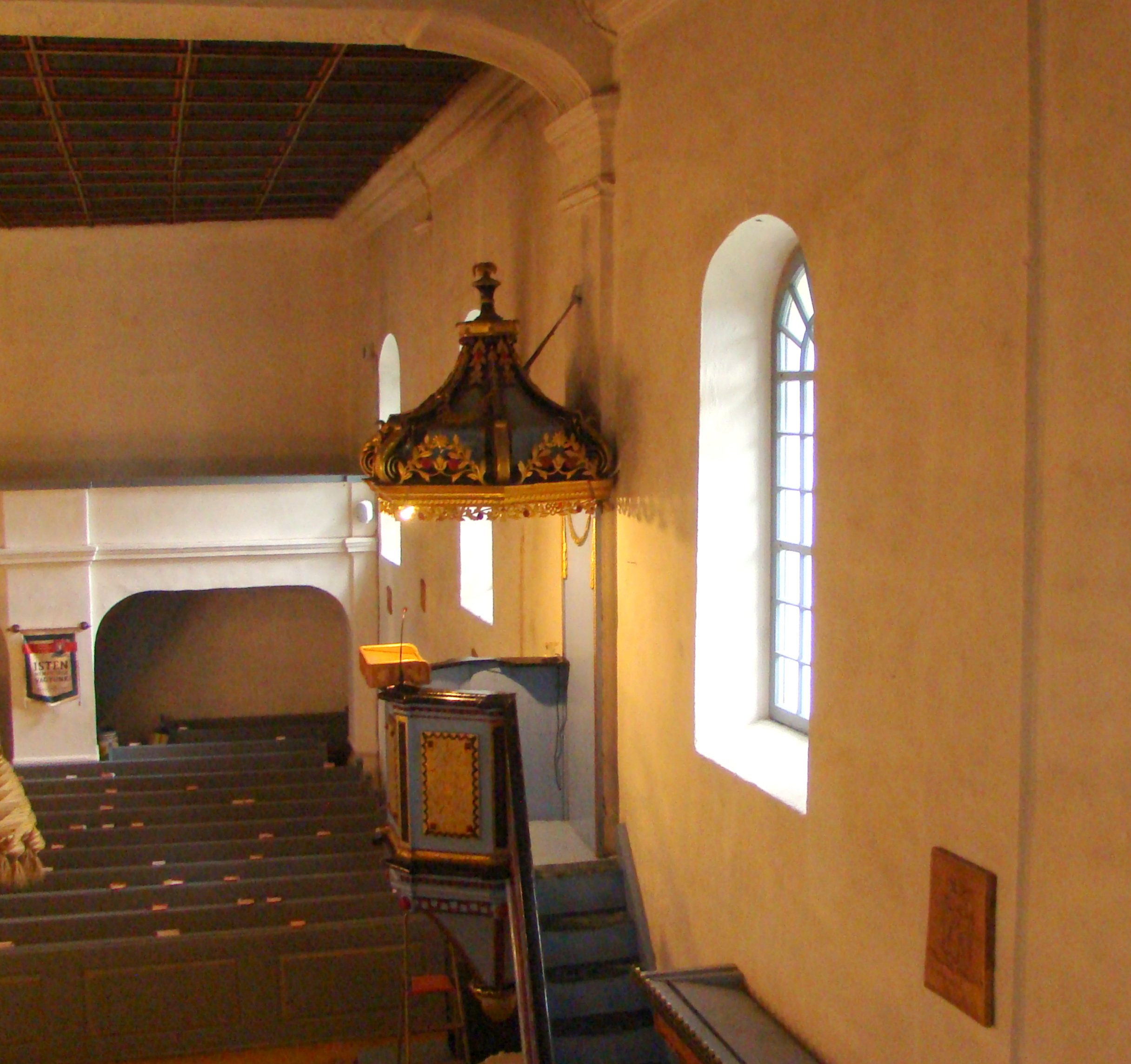